# Usine Orano Malvési
 (août 2022).
L'article doit être relu — et modifié si nécessaire — par des contributeurs indépendants pour apporter un regard critique aux contributions effectuées en violation des conditions d'utilisation de Wikipédia, tant sur la forme (notamment concernant le style encyclopédique, la proportionnalité) que sur le fond (la neutralité de point de vue, la qualité et l'indépendance des sources).
L'usine Orano Malvési (avant 2018, Areva Malvési) est une  usine de raffinage et de conversion du yellowcake (un concentré de minerai d'uranium) sous la forme de tétrafluorure d'uranium (UF4) située à Narbonne dans la zone industrielle de Malvezy. Elle a été exploitée par la Comurhex pendant 39 ans, avant d'être intégrée dans le groupe Areva en 2014. Cette usine, spécialisée dans la chimie de l'uranium, épure des concentrés de minerais d'uranium pour en extraire des produits destinés à être transformés en combustible nucléaire. En  2020, représente près de 500 emplois dont 350 regroupant les activités Chimie-Enrichissement, Ingénierie/ Projets, Démantèlement & Services et 150 salariés d’entreprises extérieures partenaires.
La zone industrielle de Malvezy, d'une superficie de 160 hectares, comprend 31 000 m2 de bâti et héberge l'usine d'Orano ainsi que plusieurs petites et moyennes industries : Gérard Bertrand (viticulture), Arterris (agriculture), Cegelec Nucléaire Sud-Est (Vinci Énergies), Camions du Midi (Camidi), etc. Cette zone comprend aussi une centrale solaire photovoltaïque, une douzaine de bassins de décantation, d’évaporation, de lagunage des eaux usées et de stockage de plus de 1 000 000 m3 de résidus radioactifs.
Le site de Malvési est rattaché à l'usine Comurhex de Pierrelatte opérée par Orano.

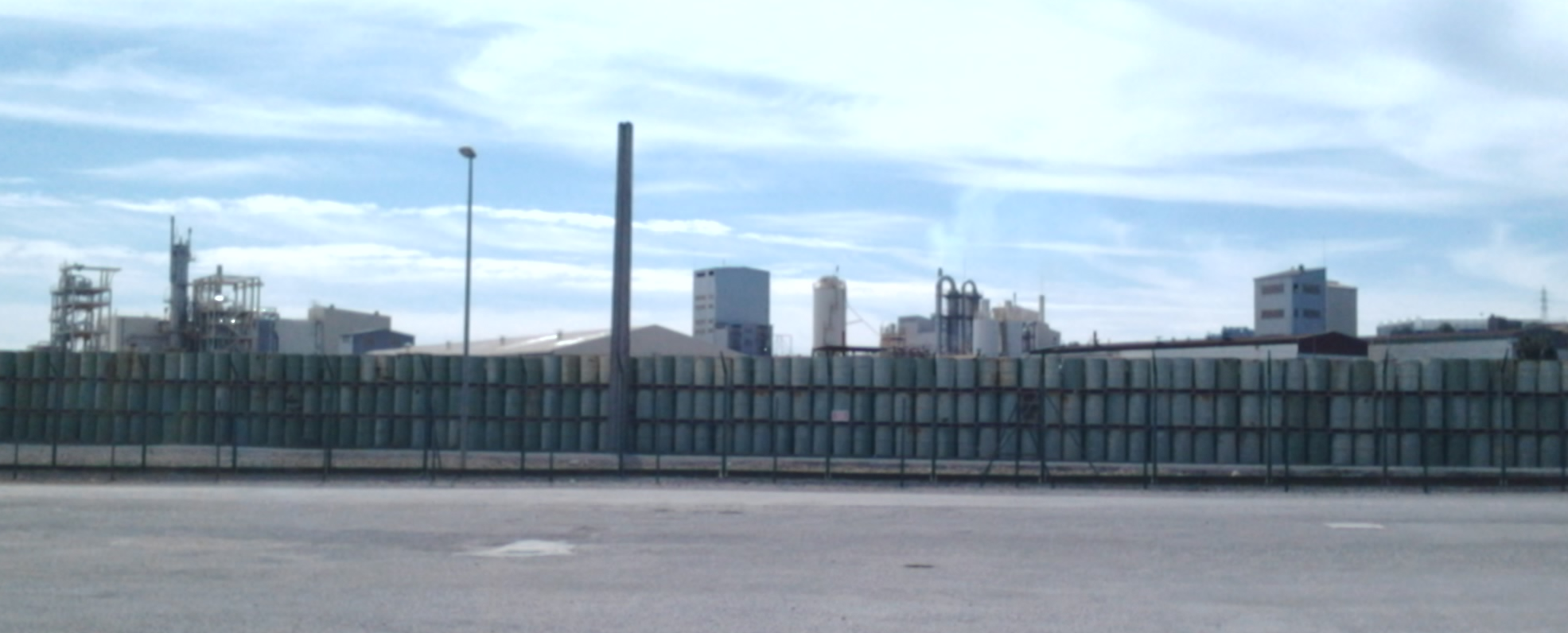
Vue nord, 2015

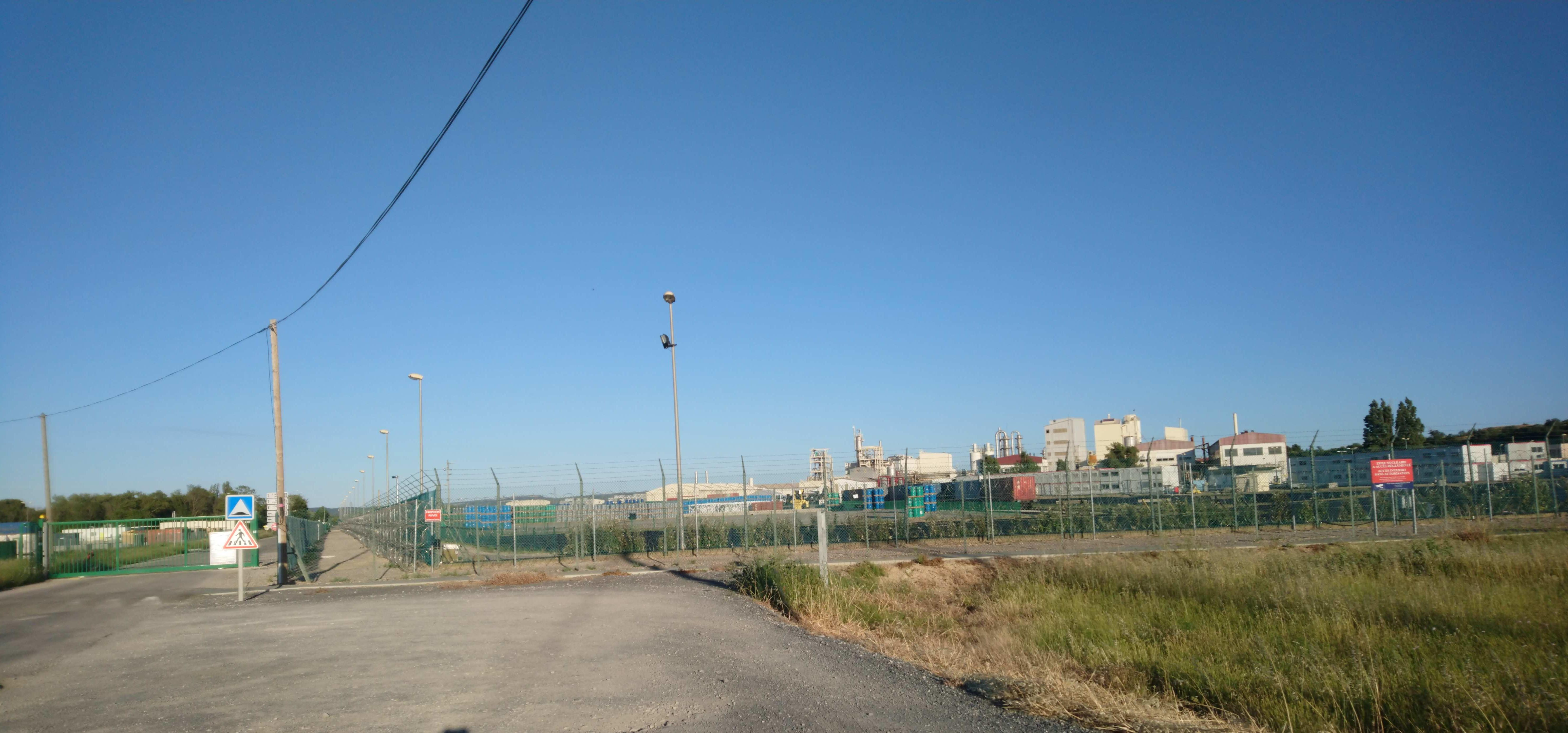
Vue nord ouest, 2019

## Site

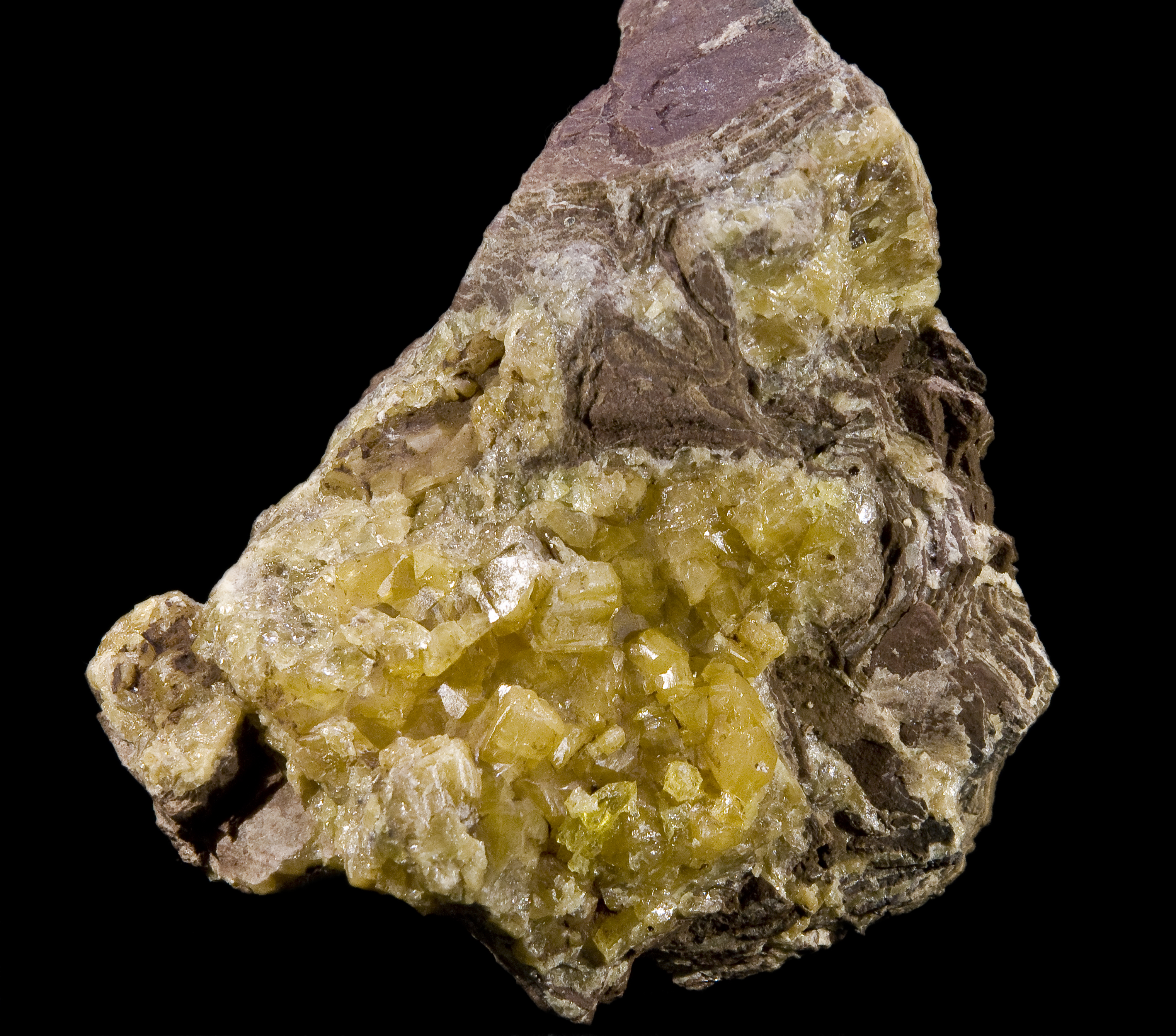
Minerai de soufre provenant de Malvési

Le site est une ancienne carrière de soufre, exploitée de 1935 à 1953, pour la production de dioxyde de soufre (œnologie), principalement destiné au vignoble du Languedoc. L’exploitation de la mine de soufre a laissé sur le site un massif de résidus dans lequel ont été creusés les premiers bassins de l'usine atomique.
Sur le site, les deux vents dominants sont : le cers, un vent soufflant du nord-ouest pratiquement toute l'année ; et le marin, un vent en provenance de la mer Méditerranée située à environ 17 km au sud-est. Le site aurait été choisi par le commissariat à l'Énergie atomique en raison de son climat favorable à l'évaporation par les actions combinées du Soleil et des vents. Narbonne compte 300 jours d'ensoleillement par an.
L'usine de Malvési est située à une altitude de 9 mètres NGF au pied de l'oppidum de Montlaurès, un site archéologique de la civilisation celtique. L'usine est alimentée en eau par la source de l'Oeillal, une source vauclusienne qui jaillit au sud de l'oppidum. La source et l'ensemble des eaux rejetées par l'usine alimentent le canal de Tauran, qui se déverse dans le canal de la Robine, traverse le centre-ville de Narbonne, puis se jette dans l'étang de Bages-Sigean.

## Historique
Après la Seconde Guerre mondiale, la conversion des concentrés de minerais d'uranium débute en région parisienne à l'usine du Bouchet. Cette usine alimente les premiers réacteurs nucléaires construits à Fontenay-aux-Roses, Saclay, Grenoble et Marcoule, à des fins civiles (production d’électricité, médecine, par exemple)  ou militaires (défense nationale).

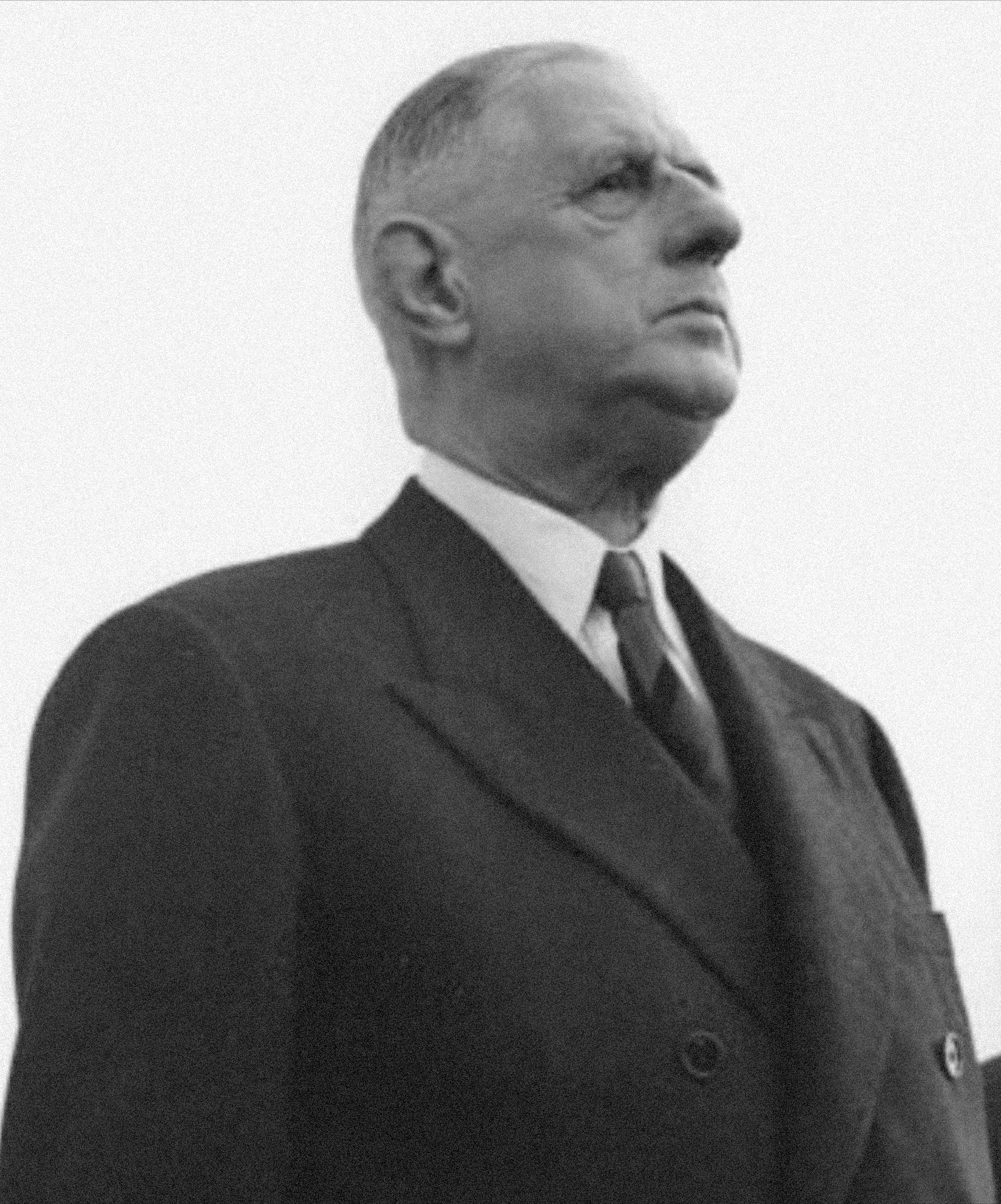
Le général de Gaulle inaugure l'usine en 1959.

En 1956, le CEA prend la décision de décentraliser le raffinage de l'uranium. Georges Guille (SFIO), alors secrétaire d'État chargé des Relations avec les Assemblées et de l'Énergie atomique du gouvernement Guy Mollet, négocie l'installation d'une usine sur le site de Malvési. La production de l'usine du Bouchet est alors limitée à 500 tonnes par an, tandis que celle de Malvési est envisagée dans un premier temps à 1 000 t/an, avec possibilité d'extension à 2 000 t. L'usine atomique de Malvési est construite en 1958, puis inaugurée par le général de Gaulle en 1959.
Pour exploiter l'usine de Malvézi, le CEA fonde la Société de Raffinage de l'Uranium (SRU), filiale commune du CEA, de la Compagnie Saint-Gobain et de la Société des Potasses et Engrais Chimiques (PEC).

### 1959: démarrage de la production
En 1959, l'usine commence la production d'uranium métal (sous forme de lingots d'uranium non enrichi) utilisés par les réacteurs de la filière uranium naturel graphite gaz (UNGG). Les unités de production d'uranium métal de Malvési atteignent un maximum d'environ 1 800 t/an en 1965, année du lancement du chantier du dernier réacteur de la filière française UNGG, le réacteur Bugey-1 de la centrale nucléaire du Bugey.
Puis la production d'uranium métal décline à la suite de l'abandon de la filière UNGG, au profit de la filière américaine des réacteurs à eau pressurisée de Westinghouse Electric, utilisant de l'uranium enrichi. À partir de 1964, les activités de l'installation nucléaire de Malvési se sont recentrées sur la production du tétrafluorure d'uranium (UF4) devant ensuite être converti à l'Usine Comurhex de Pierrelatte, avant d'être enrichi à l'usine militaire de Pierrelatte, pour la fabrication de combustible destiné à la fabrication des bombes atomiques en France.

### 1971: création de la Comurhex
En 1971, la SRU fusionne avec la Société des Usines Chimiques de Pierrelatte  pour donner la société Comurhex (pour COnversion Métal URanium HEXafluorure), devenue en 1992 filiale à 100 % de la Cogema renommée Areva NC, et devenue Orano en 2018. La production subit une forte augmentation dans les années 1970, pour atteindre entre 8 000 et 11 000 t pendant les années 1980.
De 1960 à 1983, l'usine de Malvési convertit non seulement du yellowcake issu des mines d'uranium, mais également de l'uranium de retraitement (URT) provenant du traitement de combustibles nucléaires irradiés du site nucléaire de Marcoule (Gard). L'usine traite notamment du nitrate d'uranyle extrait des barres irradiées dans les réacteurs G1, G2 et G3. Les déchets produits à cette époque, contenant notamment du plutonium, de l’américium 241 et du technétium 99, sont alors entreposés dans les bassins sur le site même de l’usine et sont toujours en place en 2009.
En 1975, les bassins de décantation B3, B5 et B6 sont creusés dans le massif de stériles de l'ancienne mine de soufre.

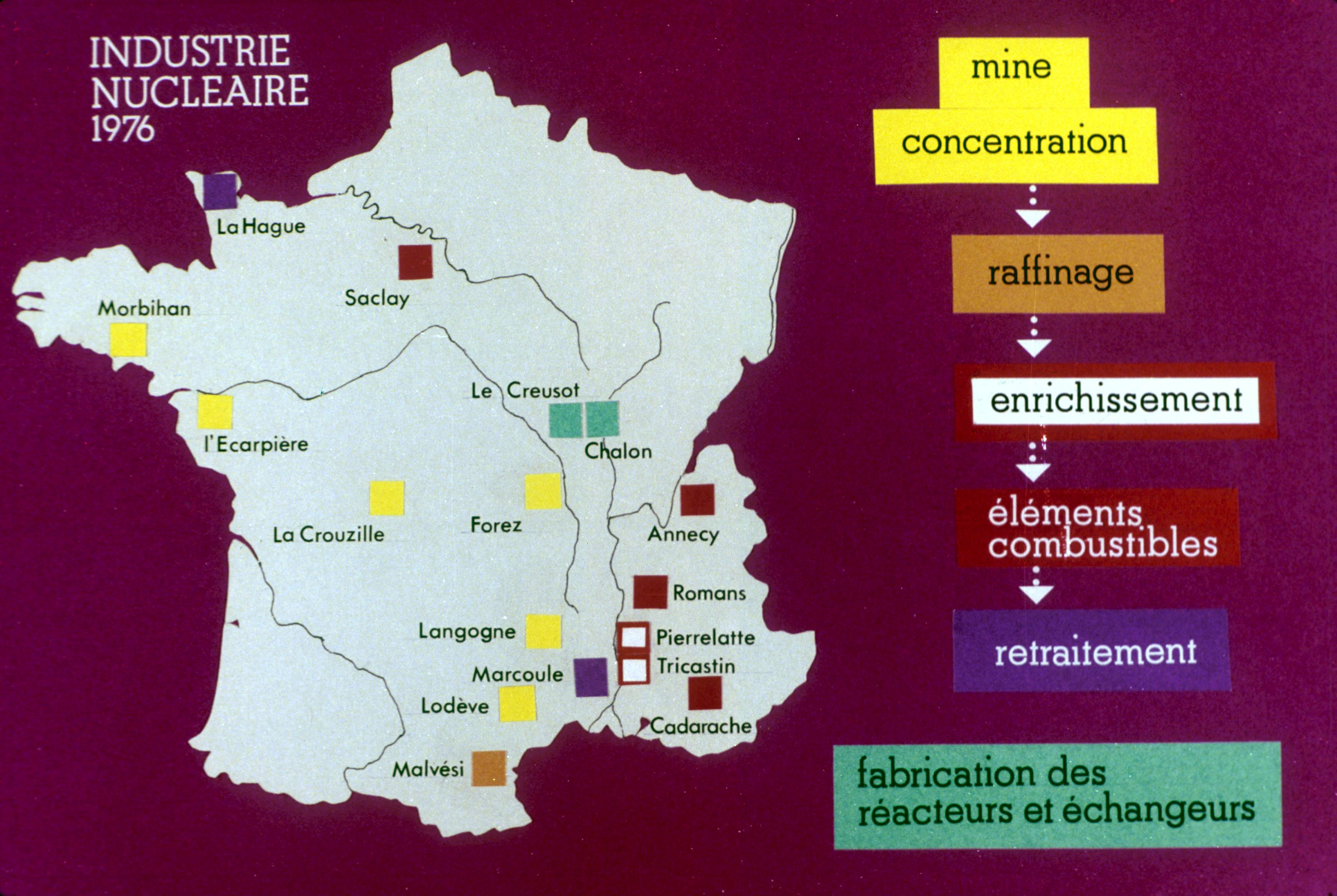
Carte de France de l'industrie nucléaire en 1976

En 1976, les mines d'uranium françaises, exploitées par le CEA depuis la Seconde Guerre mondiale, sont cédées à la Compagnie générale des matières atomiques.

### Années 80 et 90: montée en puissance de l'usine
À partir de 1980, de nouveaux bassins d'évaporation (B7, B8 et B9) ont été creusés en contrebas du massif de stériles de la mine de soufre.
Des recherches en uranium effectuées par la COGEMA dans le Minervois avortent à Laure-Minervois en 1981, sous la pression de la population.
En 1984, le conseil général de l’Aude s'oppose au projet de mine d'uranium dans le Lauragais dit « concession de Tréville ».
Un nouveau projet de mine d'uranium dans le Minervois est présenté par la Cogema lors d'une enquête publique en 1987.
Le 20 décembre 1987, le journal local l'Indépendant publie un article sur une rencontre avec un groupe d'extraterrestres à proximité de l'entrée de l'usine de Malvési. À la suite de cet article, la gendarmerie nationale française effectue une enquête et se rend sur les lieux accompagnée du témoin, sans découvrir de preuves matérielles de cette rencontre. Le GEIPAN classe ce phénomène comme non identifiable faute de données précises.
La production annuelle maximale de 14 000 t est quasiment atteinte en 1997. En 1999 est réalisée la déviation des eaux de l'Oeillal et du drainage des bassins de décantation.
En octobre 1999, la direction annonce prévoir la suppression de 63 emplois sur les 285 salariés Comurhex de l'usine de Malvési du fait d'une réorganisation de l'entreprise entre le siège, Comurhex Pierrelatte et Comurhex Malvési.
Le 10 décembre 1999, la COGEMA abandonne son projet de mine d'uranium dans le Minervois après 23 ans d'oppositions locales.

### Années 2000

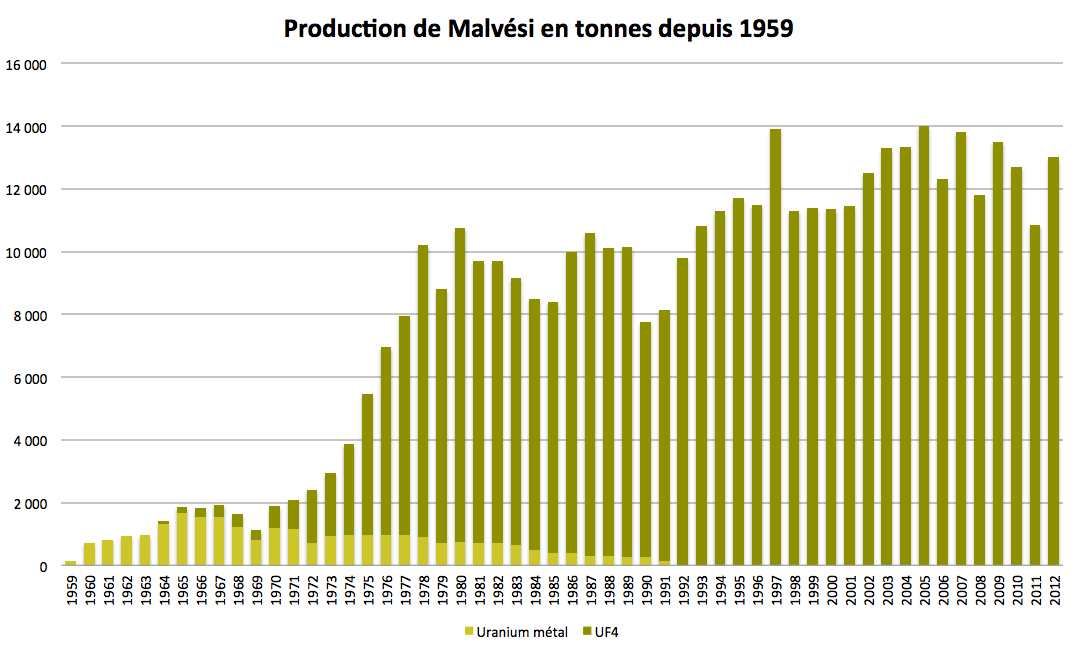
Production de l'usine de Malvési sur la période 1959-2012

En 2001, 63 emplois sont supprimés et la CGT dénonce la dégradation des conditions de sécurité des salariés.
En 2003 est mis en service une installation de traitement des rejets gazeux d'ammoniac.
En 2004, à la suite de fortes pluies, une digue du bassin B2 se rompt, entrainant l'écoulement de boues nitratées sur douze hectares, 15 000 m3 selon la Dépêche, 30 000 m3 selon l'association écologiste du sud-ouest ECCLA. La préfecture de l'Aude interdit alors d'utiliser les bassins B1 et B2.
À la suite de la rupture de cette digue est creusé le bassin B10, et divers travaux d'aménagement des bassins sont menés jusqu'en 2006.
En juillet 2005 est créé un Comité Local d'Information et de Concertation (CLIC) sur la zone industrielle de Malvési. Depuis lors le CLIC se réunit au moins une fois par an.
La production annuelle maximale de 14 000 t est à nouveau atteinte en 2005.
Fin 2005-début 2006, 6 mois de précipitations exceptionnelles font déborder les lagunes de 30 000 m3 d'effluents nitratés qui se répandent sur le site.
Les bassins B11 et B12 sont construits sur la période de 2006 à 2008,.
| Bassins | Construction | Capacité   | Surface | Utilisation (2015) |
| ------- | ------------ | ---------- | ------- | ------------------ |
| B1-B2   | 1959         | 291 700 m3 | 6 ha    | Entreposage        |
| B3      | 1975         | 16 300 m3  | 0,9 ha  | Décantation        |
| B5      | 1975         | 33 300 m3  | 1,9 ha  | Décantation        |
| B6      | 1975         | 61 200 m3  | 1,8 ha  | Décantation        |
| B7      | >1980        | 54 825 m3  | 2,3 ha  | Évaporation        |
| B8      | >1980        | 70 380 m3  | 3,2 ha  | Évaporation        |
| B9      | >1980        | 74 725 m3  | 2,4 ha  | Évaporation        |
| B10     | 2004         | 121 440 m3 | 3,6 ha  | Évaporation        |
| B11     | 2006         | 70 000 m3  | 2,4 ha  | Évaporation        |
| B12     | 2008         | 51 000 m3  | 2,8 ha  | Évaporation        |

La consommation d'eau de l'usine atteint en 2005 130 mètres cubes par tonne d'uranium produite, soit 1,82 million de mètres cubes d'eau consommée dans l'année.
En août 2007, la mise en service d'une nouvelle installation de refroidissement ramène la consommation d'eau à 100 000 m3 par an.

#### Crise du nucléaire
En novembre et décembre 2011, Areva suspend pour deux mois la production de la Comurhex à Malvési, en raison d'une chute des commandes après la catastrophe de Fukushima. Selon Luc Oursel, président d'Areva, « il n'y a pas de chômage technique, le personnel va prendre des vacances ou suivre des activités de formation »,. Le syndicat Force Ouvrière (FO) évoque quant à lui un arrêt supplémentaire de quatre mois en 2012.
En 2012, le groupe Areva produit 9 762 tonnes d'uranium (t/u), - une production annuelle globalement stable - dont 3 661 t/u du Kazakhstan, 3 576 t/u du Niger et 2 271 t/u du Canada.

#### Installation nucléaire de Base ECRIN

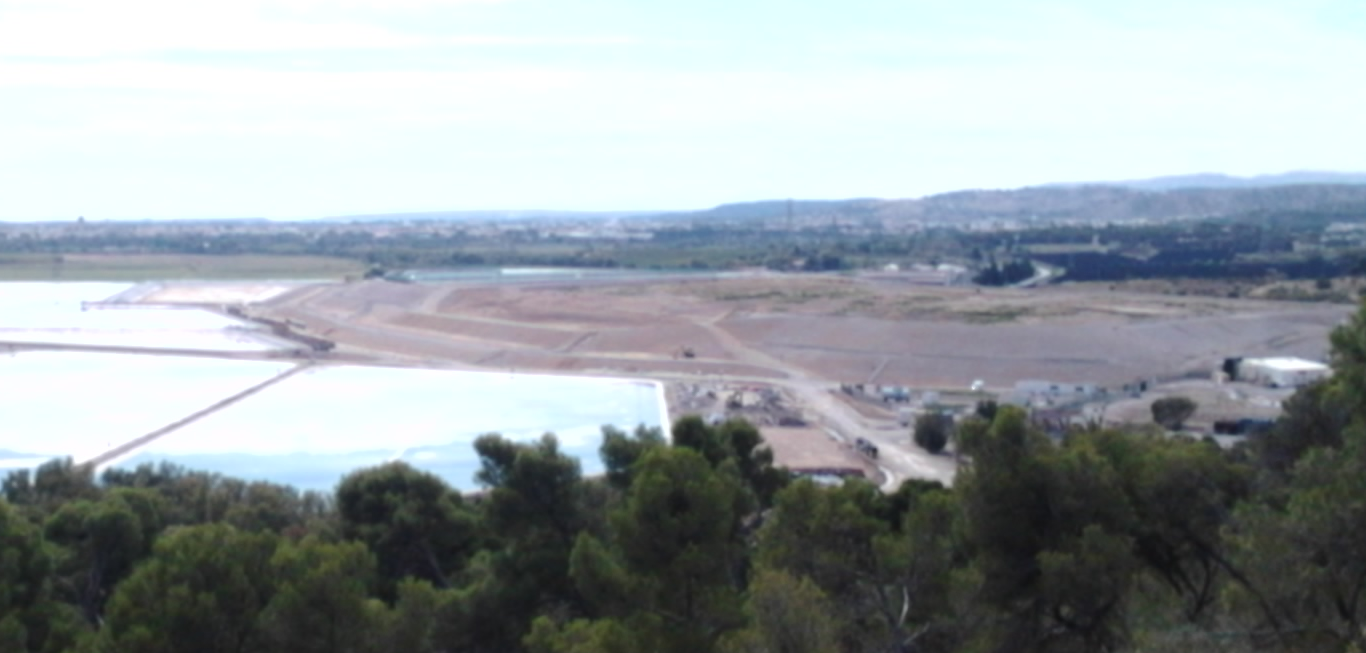
Monticule de déchets des anciens bassins B1 et B2 constituant l'INB ECRIN

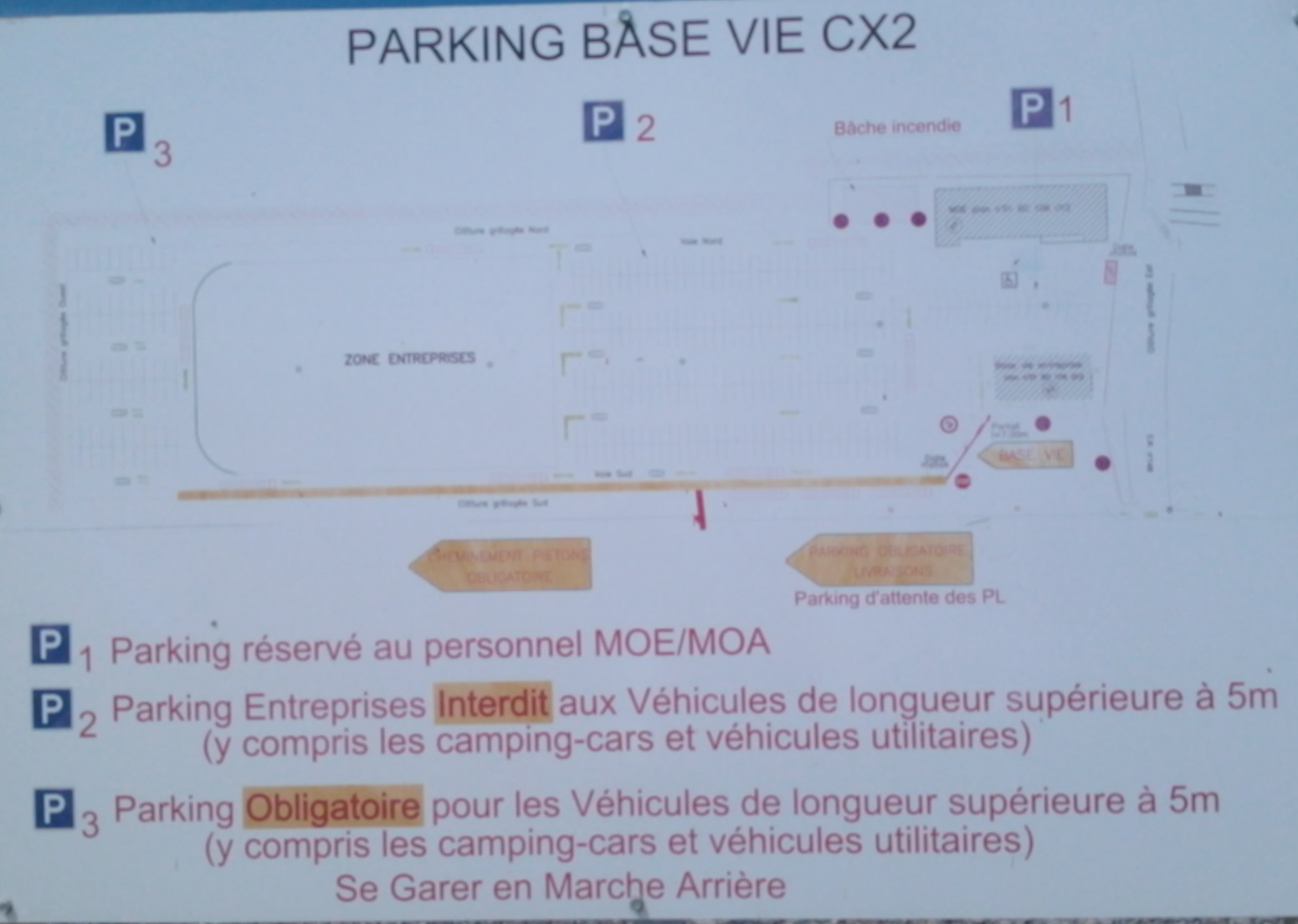
Plan de la base vie construite en 2008 au démarrage du projet Comurhex II

La CRIIRAD analyse en 2006 le contenu de boues répandues dans l’environnement par la rupture de la digue du bassin B2, survenue en 2004, et y constate la présence de traces  d’américium, à un niveau de 670 Bq kg−1.
Cet isotope artificiel est un descendant du plutonium, résultant de la conversion dans le passé de l'usine de lots d'uranium de retraitement (de 1960 à 1983).
La CRIIRAD ne détecte pas de plutonium, mais en suppose l'existence, parce que l'américium est un descendant du plutonium 241 dans sa chaîne de désintégration.
Ce marquage ne présente pas de danger particulier en termes de radioprotection. Un gramme d'américium 241 (le seul isotope produit en réacteur nucléaire) présente par lui-même une radioactivité de 127 × 1012 Bq kg−1. Les traces détectées correspondent donc à un marquage de 5,3 × 10−12, c'est-à-dire des parties par million de partie par million).
La dose efficace engagée de l'américium (en Sieverts par Becquerels) est de 2,0 × 10−7 Sv Bq−1.
Autrement dit, pour les concentrations relevées, les boues entraînent une irradiation par l'américium de 0,134 mSv kg−1 : il faudrait en avaler 7,46 kg dans l'année (20 g jour−1) pour dépasser la limite réglementaire de 1mSV/an.[réf. nécessaire]
Mais ce marquage, qui signe le passage d'uranium de retraitement, implique que l'usine ne s'est pas limitée à « mettre en œuvre des substances radioactives exclusivement sous forme de minerai d'uranium ou de résidus ou de produits de traitement de ce minerai ». L'usine a également mis en œuvre dans le passé ces radionucléides artificiels, qui se trouvent encore dans les bassins. De ce fait, un tel enreposage sort de l'exception posée par le décret no 2007-830, et ne peut réglementairement être effectué que dans une installation nucléaire de base.
En janvier 2010, l’Autorité de sûreté nucléaire considère que les deux bassins où restent des traces d'américium constituent réglementairement un entreposage de matières nucléaires, et relèvent du régime juridique des installations nucléaire de base (INB).
Pour l'ASN, les enjeux de sûreté restent cependant limités, avec un risque sanitaire faible lié à la dispersion des radionucléides, et le site fait l’objet d’un bon suivi du marquage environnemental.
Du 21 novembre jusqu’au 30 décembre 2013, la préfecture de l'Aude a ouvert une enquête publique pour la création de l'INB ECRIN (Entreposage Confiné des Résidus Issus de la conversioN) pour deux bassins de Malvési. Le collectif audois pour la sortie du nucléaire réclame alors le classement de l’intégralité du site de la Comurhex comme installation nucléaire de base.
En janvier 2013, considérant que ces bassins ont existé pendant ces trois dernières années sans l’autorisation requise, le Réseau Sortir du nucléaire a déposé une plainte,
laquelle est classée sans suite en septembre 2014, les faits étant prescrits.
C'est par décret du 20 juillet 2015, qu'Areva NC a été autorisé à créer et à exploiter l'installation nucléaire de base ECRIN sur le site de l'exploitant Areva NC Malvési, dont l'exploitation est autorisée pour une durée de trente ans.

#### Intégration de l'usine dans Areva NC

Logo d'Areva

En octobre 2012, environ 60 % des 250 salariés font grève pour protester contre les conditions du projet d'intégration de l'usine dans Areva NC. Les syndicats entament alors une longue négociation sur la complémentaire retraite, la rémunération de l'ancienneté et le congé de fin de carrière.
En janvier 2013, le directeur du site Jean-Marc Ligney annonce que l'usine va devenir « Areva NC Malvési ». En septembre 2013, Jean-Marc Ligney est remplacé par Éric Delaunay à la direction du site. Le 25 février 2014, l'entreprise Comurhex est radiée, et le site est renommé « Areva Malvési » dans le cadre de la fusion de la Comurhex au sein de la maison mère Areva NC.

#### Lancement de Comurhex 2
En 2016 et 2017, les nouveaux ateliers COMURHEX II de dissolution, concentration et dénitration par isoflash sont progressivement montés en puissance. L'usine produit alors 9 005 tonnes d'UF4 en 2016 puis 6 617 tonnes en 2017. Fin 2017, l'Usine Comurhex de Pierrelatte est mise à l'arrêt et les programmes d'essais de la nouvelle usine construite dans le cadre de Comurhex II sont réalisés pendant l'année 2018. Cette année-là, l'usine produit « seulement » 1051 tonnes d'UF4.
En 2018, après la restructuration de la filière nucléaire française, le site devient « Orano Malvési ».

## Situation mondiale de l'usine
L'usine Orano Malvési est l'une des premières raffineries d'uranium au monde. Associée à l'usine Comurhex de Pierrelatte, ces deux usines convertissent en UF6 environ un cinquième de la capacité mondiale en uranium. En 2012, le parc des 58 réacteurs nucléaires français a besoin d'environ 8 000 tonnes d’uranium naturel par an, tandis que la totalité des réacteurs européens de l'OCDE nécessitent environ 17 000 tonnes.

### Autres usines similaires dans le monde

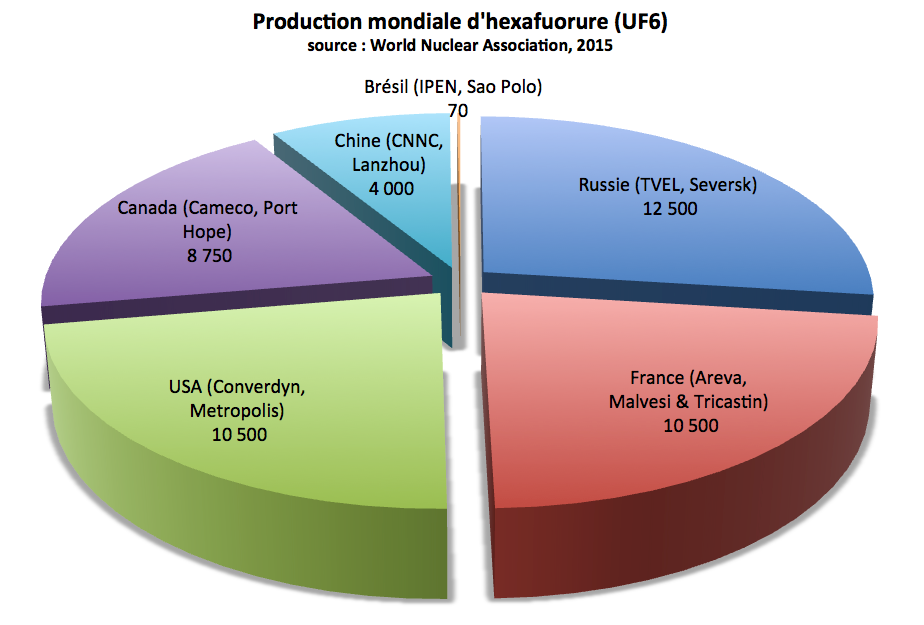
Malvési traite environ un quart de l'uranium naturel dans le monde (2015)

Hormis les usines de conversion de Malvési (15 000 t/U) et du Tricastin en France, il existe quatre grandes usines de conversion des concentrés de minerais d’uranium dans le monde à fin 2020 :
- en Chine, les usines de la Compagnie nucléaire nationale chinoise (CNNC), implantée à Lanzhou et Hengyang, d'une capacité de 15 000 t/U[54] ;
- au Canada, l'usine Cameco située à Port Hope, d'une capacité de 12 500 t/U[55] ;
- en Russie, l'usine de Seversk de Rosatom, en Sibérie de l'ouest, d'une capacité de 12 500 t/U ; avant 2012, la conversion de l'uranium était réalisée à la Cité atomique d'Angarsk et dans les années 1950 à l'usine chimique de Kirovo-Tchepetsk.
- aux États-Unis, l'usine pilotée par ConverDyn à Metropolis (Illinois), d'une capacité de 7 000 t/U[56].

Depuis 2007, un projet est en cours au Kazakhstan : la société canadienne Cameco coopère avec la société kazakh Kazatomprom pour construire une usine de conversion sur le site de l'usine métallurgique d'Oulba à Öskemen dans le Kazakhstan-Oriental. Le Canada et le Kazakhstan veulent investir 200 millions de dollars dans cette usine de conversion, d'une capacité prévisionnelle de 6 000 tonnes d'uranium par an.
D'autres complexes nucléaires raffinent et convertissent moins de 1 % des concentrés d'uranium mondiaux, notamment Tokai-mura (Japon), Dimona (Israël), Dera Ghazi (Pakistan), Hyderabad (Inde), Ispahan (Iran), Pilcaniyeu (Argentine), Pelindaba (Afrique du Sud), etc.,.

### Origine des concentrés d'uranium

L'uranium arrive parfois via le port du Havre ou d'autres ports européens, puis est acheminé par le train jusqu'à Malvési.

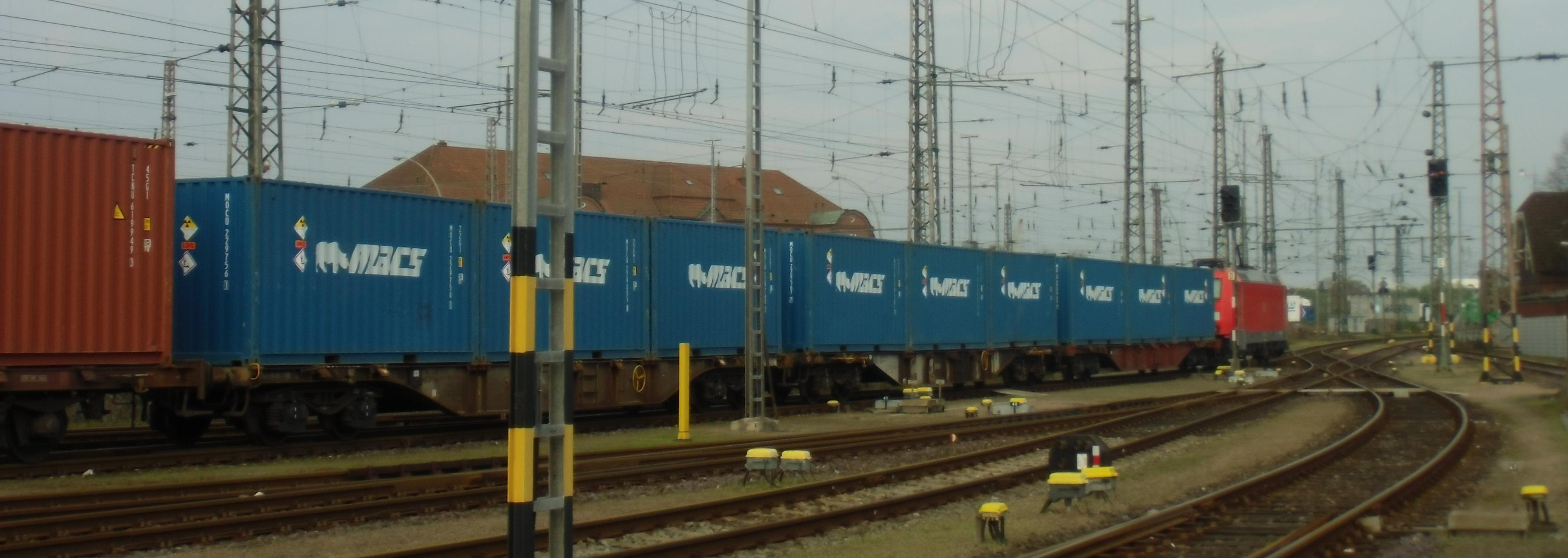
Convoi de minerai d'uranium en provenance d'Allemagne à destination de l'usine de Malvési

Dans la chaine du combustible nucléaire, le raffinage de l'uranium suit l'extraction de l'uranium réalisée dans les mines d'uranium.

#### Exploitation de l'uranium en France
En 1988, la production d'uranium dans les mines françaises atteint un pic de 3 400 tonnes, ce qui permet alors à la France de couvrir la moitié des besoins des réacteurs nucléaires français. Les mines françaises sont gérées par des divisions de la Compagnie générale des matières nucléaires (COGEMA), et notamment la Division minière de Vendée. En France, l'industrie de l'uranium s'est développée au lendemain de la Seconde guerre mondiale. Elle a vécu son apogée au cours des années 80 pour décliner ensuite. La dernière mine d'uranium a ainsi fermé ses portes en mai 2001.

#### Importation de l'uranium depuis l'étranger
Depuis la fermeture de la dernière mine d'uranium française en 2001, les concentrés de minerais d'uranium (yellowcake) proviennent uniquement des mines étrangères d'Orano, situées principalement dans les pays suivants : Niger, Canada et Kazakhstan. Fournis par la filiale Orano Mining, ils sont acheminés selon leur origine :
- Niger (Aïr et Akouta) : les concentrés partent d'Arlit par camion sous escorte jusqu'à Parakou (Bénin), puis sont chargés sur des wagons qui parcourent encore 400 km jusqu'au port de Cotonou (Bénin)[61] puis par bateau jusqu'au port du Havre, de Montoire près de Nantes[62], de Fos, de Sète ou de Port-la-Nouvelle puis par train jusqu'à Malvési ;
- Kazakhstan (Tortkuduk et Muyunkum) et Ouzbékistan : en train à travers la Russie jusqu'au Port de Saint Petersbourg où ils empruntent le canal de Kiel par bateau jusqu'au Port de Hambourg, puis ils sont déchargés et transportés par le rail jusqu'à Narbonne[63] ;
- Canada (McArthur River et Cigar Lake): par bateau via le port de Montréal[64].

#### Stockage de l'uranium sur site

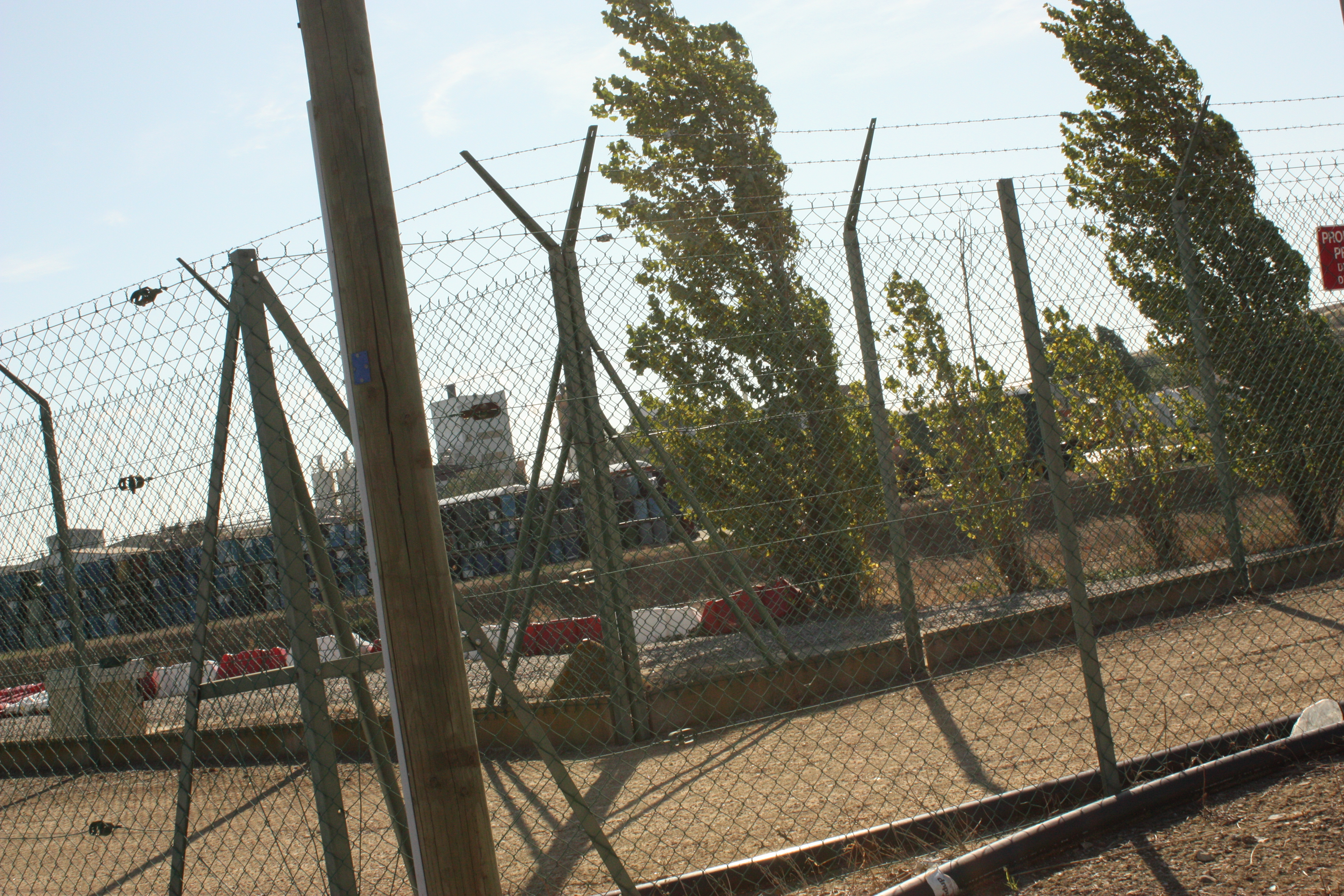
Futs d'uranium stockés sur la partie nord du site de l'usine de Malvési

Sur la partie nord du site de Malvési est située une aire de stockage des concentrés d'uranium (yellowcake) d'une capacité de 25 000 t en 1990, pouvant être portée à 40 000 t.
En 2015, le site de Malvési stockait 20 000 tonnes de concentrés d'uranium, puis seulement 8 000 en 2017.

### Expédition de la production

Le tétraflurorure d'uranium (UF_{4}) produit à Malvési est acheminé par voie terrestre sur le site nucléaire du Tricastin.

En 2009, les principaux clients de l'usine étaient EDF (49 %), le Japon (14 %) et les États-Unis (9 %). À la suite de la catastrophe de Fukushima, l'usine ne vend plus d'uranium au Japon en raison de l'arrêt des réacteurs nucléaires. Selon la CGT, en 2015, l'uranium converti qu'Areva vendait aux Japonais est vendu aux États-Unis.
Environ les 3 quarts de la production est expédiée à l'usine Comurhex de Pierrelatte dans la Drôme, le reste étant exporté. Le tétrafluorure d'uranium (UF4) produit à Malvési est alors transformé sous la forme gazeuse d'hexafluorure d'uranium (UF6) puis enrichi en uranium 235 dans l'usine Georges Besse II.

#### Transports par camion
Jusqu'en 2013, des poids-lourds quittaient quotidiennement l’usine de Malvési, chargés de 60 t de tétraflurorure d'uranium (UF4) avant de partir vers le site nucléaire de Tricastin en empruntant l’autoroute Languedocienne (A9) puis l’autoroute du Soleil (A7).

#### Transport par train
Depuis 2014, le tétrafluorure d'uranium produit à Malvési est expédié à Pierrelatte par le train. En 2017, un train de 320 tonnes d'uranium est expédié chaque semaine.

#### Blocages des transports d'UF4
Le 12 septembre 2013, un camion chargé d'UF4 sortant de l'usine est bloqué par une cinquantaine de militants du collectif « stop uranium » à l'entrée d'un rond-point de la rocade de Narbonne. Une militante est alors interpellée pour entrave à la circulation. Le 7 janvier, 23 personnes se sont présentées devant le tribunal de Narbonne comme comparants volontaires. Le 20 février 2014, Le tribunal de Narbonne a reconnu la militante coupable d'entrave à la circulation et lui a retiré 6 points sur son permis, mais l'a dispensée de peine, le procureur ayant reconnu la légitimité de l'action militante.
Depuis cette action de blocage d'un camion par des militants, les transports d’UF4 provenant de l’usine ne partent plus par camion mais en train, une fois par semaine tous les samedis matin.
Le samedi 15 avril 2017, une cinquantaine de militants du collectif "stop uranium" ont bloqué un train sortant de l'usine Areva Malvési à proximité du cimetière de l'Ouest. Le train est resté à l'arrêt pendant environ 2 heures, pendant lesquelles 2 militantes ont escaladé un tripode installé au-dessus des voies.

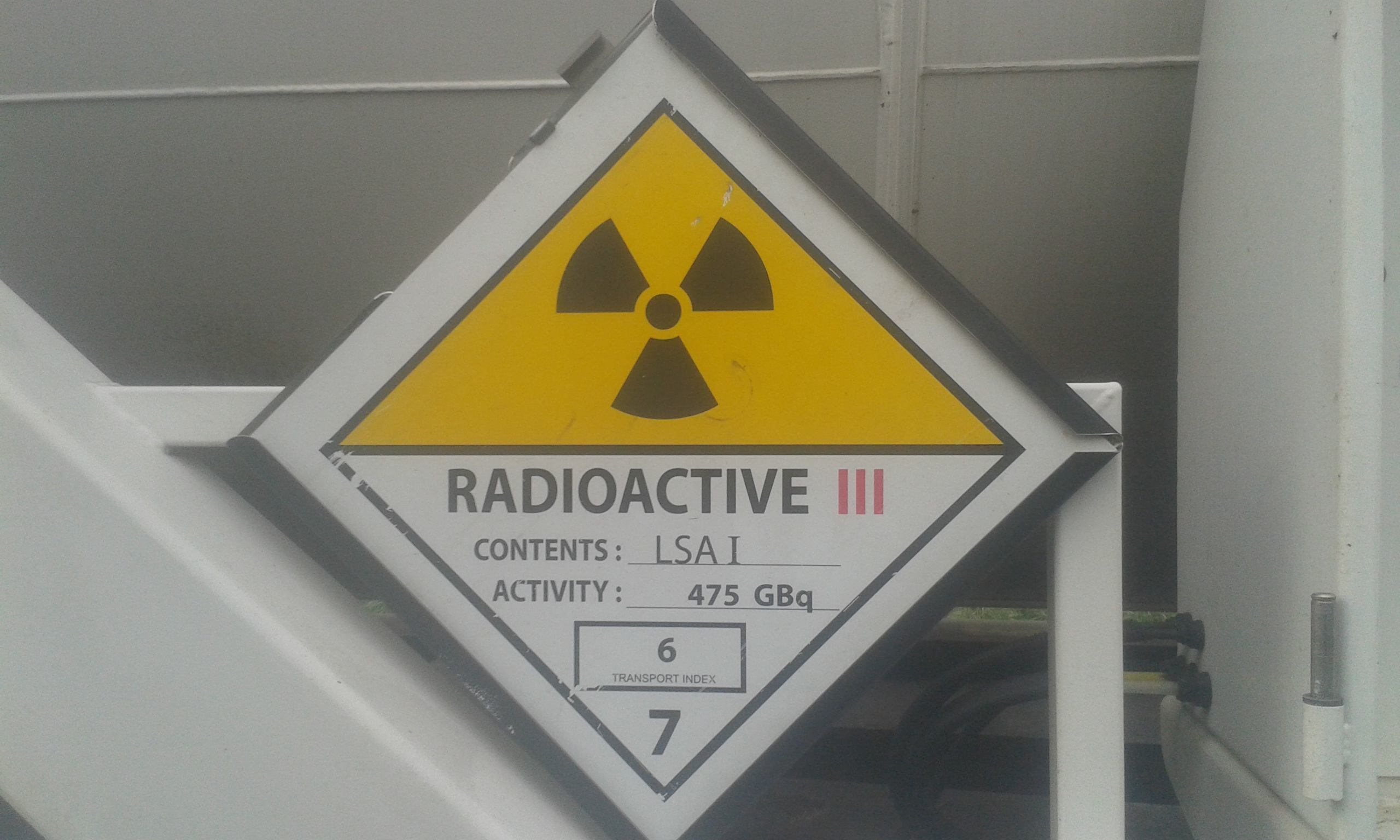
Panneau de signalisation sur les parois latérales d'un wagon d'uranium (UF4)
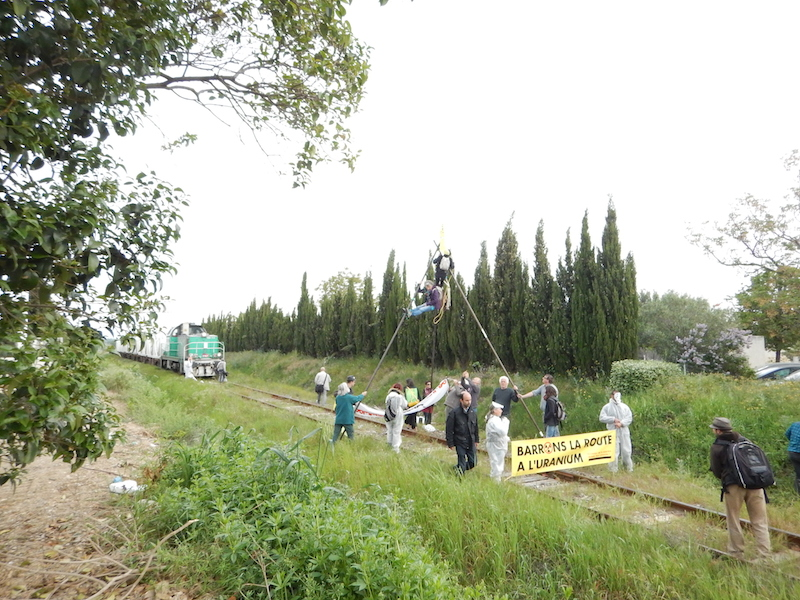
Une quarantaine de militants "stop uranium" bloquent un train

## Activités de l'usine

### Transformations chimiques

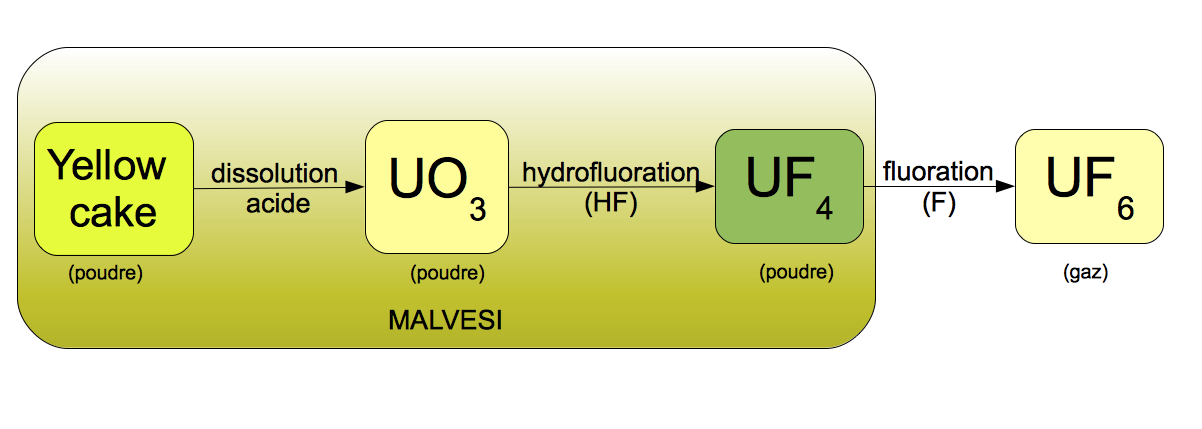
Les transformations chimiques réalisées à Malvési.

L'usine purifie le yellowcake puis réalise la fluoration de l'uranium en tétrafluorure d'uranium (UF4), par divers processus physico-chimiques mettant en œuvre de l’acide nitrique, de l’ammoniac (3 à 4 000 t/an), de l’hydrogène et de l’acide fluorhydrique (4 000 à 5 000 t/an).
Les transformations chimiques principales pour la synthèse de l'UF4 sont regroupées en deux étapes : le raffinage (dissolution, purification, réextraction) et la conversion (précipitation, dénitration, réduction, fluoration)[réf. souhaitée] :

#### Raffinage

##### Dissolution

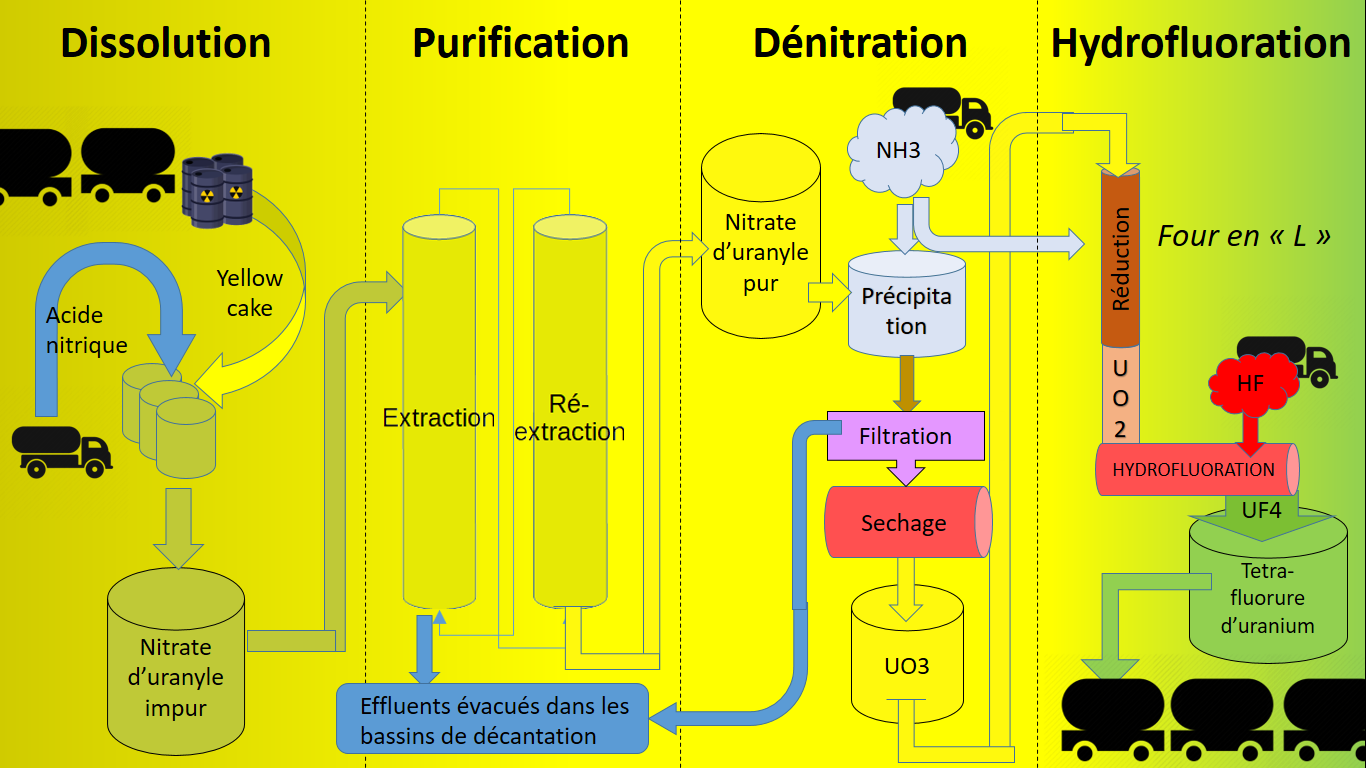
Schéma simplifié des procédés chimiques de l'usine de Malvési

Les fûts et containers de poudre de yellowcake sont ouverts et vidés par une machine dans un silo, qui débouche dans une cuve de dissolution alimentée en acide nitrique. Le diuranate de sodium - l'un des constituants les plus importants du yellow cake, avec des uranates de magnésium, d'ammonium, etc. - est attaqué par l'acide nitrique pour obtenir un produit liquide contenant le nitrate d’uranyle de formule chimique UO2(NO3)2, du nitrate de sodium (NaNO3) et diverses impuretés selon la réaction chimique :
Na2U2O7 + 6HNO3  →  2UO2(NO3)2 + 2NaNO3 + 3H2O
Ce premier traitement est suivi d'une filtration.

##### Purification
La solution aqueuse de nitrate d'uranyle  est envoyée dans une colonne de purification par extraction liquide-liquide avec une solution organique de tributylphosphate (TBP) diluée dans le dodécane et/ou le kérosène. La phase aqueuse et la phase organique étant non miscibles, le TBP fixe le nitrate d'uranyle sous forme d'un complexe à la surface de séparation entre les deux phases :
UO22+(aq) + 2NO3−(aq)+ 2TBP(org) → (UO2(NO3)2 . 2TBP)(org)
Les impuretés restent dans la phase aqueuse d'acide nitrique et sont envoyées vers les bassins de décantation autour de l'usine. Cette étape permet alors d'obtenir un nitrate d'uranyle de grande pureté dite "pureté nucléaire" (>99,95 %). La purification est un procédé classique de l'hydrométallurgie. La pureté de l'uranium destiné au combustible nucléaire est bien supérieure à celle obtenue dans la métallurgie classique.

##### Réextraction
L'étape de réextraction consiste à refaire passer le nitrate d'uranyle purifié en phase aqueuse. Elle se produit dans la colonne alimentée cette fois par de l'eau déminéralisée. Le solvant organique récupéré lors de la réextraction est alors recyclé .

#### Conversion

##### Précipitation
La dissolution d'ammoniac (NH3) gazeux dans la solution purifiée produit de l'hydroxyde d'ammonium (NH4OH). Celui-ci réagit avec le nitrate d'uranyle pour former un précipité de diuranate d'ammonium (NH4)2U2O7 (DUA) selon la réaction suivante :
2UO2(NO3)2 + 6 NH4OH → (NH4)2U2O7 + 4 NH4NO3

##### Dénitration

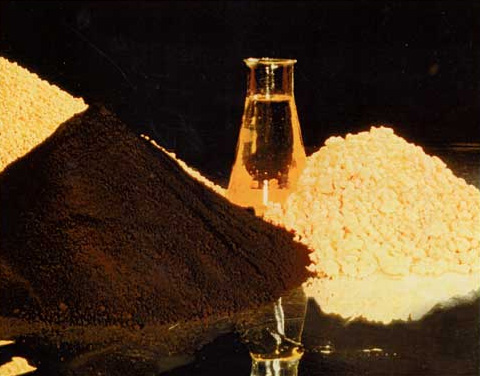
Les différentes formes chimiques de l'uranium : yellowcake (derrière à gauche), nitrate d'uranyle (flacon), diuranate d'ammonium (derrière à droite) et dioxyde d'uranium (noir)

Après filtration et séchage, le diuranate d'ammonium est calciné (ou dénitraté) en trioxyde d'uranium UO3 dans un four à très haute température (environ 400 °C).
(NH4)2U2O7  →  2UO3 + 2NH3 + H2O
Dans le cadre du projet Comurhex II, l’usine de Malvési va mettre en place un procédé de dénitration thermique nommé Isoflash afin de remplacer les étapes de précipitation et calcination du diuranate d’ammonium.

##### Réduction et hydrofluoration

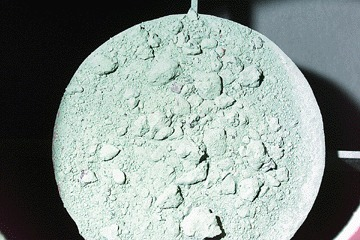
Tétrafluorure d'uranium ou "sel vert"

Dans un même four en forme de "L", le trioxyde d'uranium est réduit par le dihydrogène en dioxyde d'uranium (UO2), vers 650−800 °C, puis fluoré en tétrafluorure d'uranium (UF4) par acide fluorhydrique (HF), entre 350 et 600 °C.
- réduction par l'hydrogène du trioxyde d'uranium en dioxyde d'uranium :

UO3 + H2   →  UO2 + H2O
- hydrofluoration en tétrafluorure d'uranium par passage du dioxyde d'uranium dans de l'acide fluorhydrique (HF) gazeux :

UO2 + 4HF   →  UF4 + 2H2O
Le tétrafluorure d'uranium (UF4) obtenu peut éventuellement être réduit avec du calcium pour obtenir de l'uranium pur sous sa forme métallique.

### Bassins de lagunage

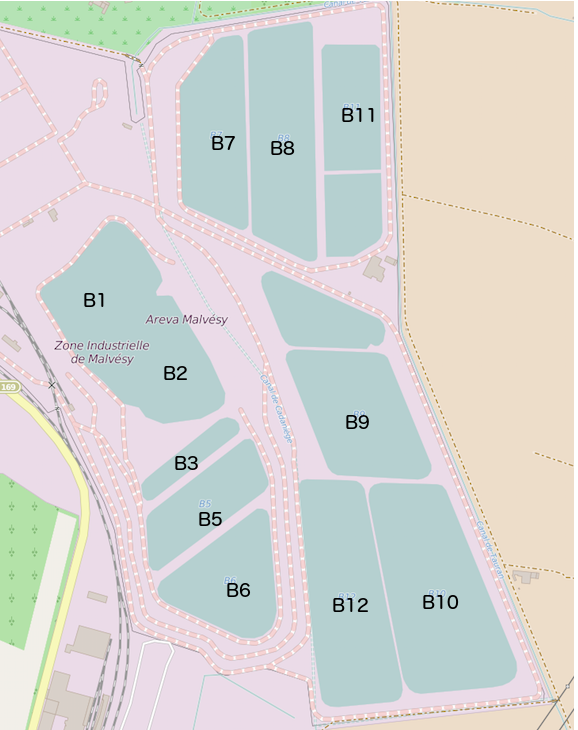
Carte des bassins de l'usine de Malvési.

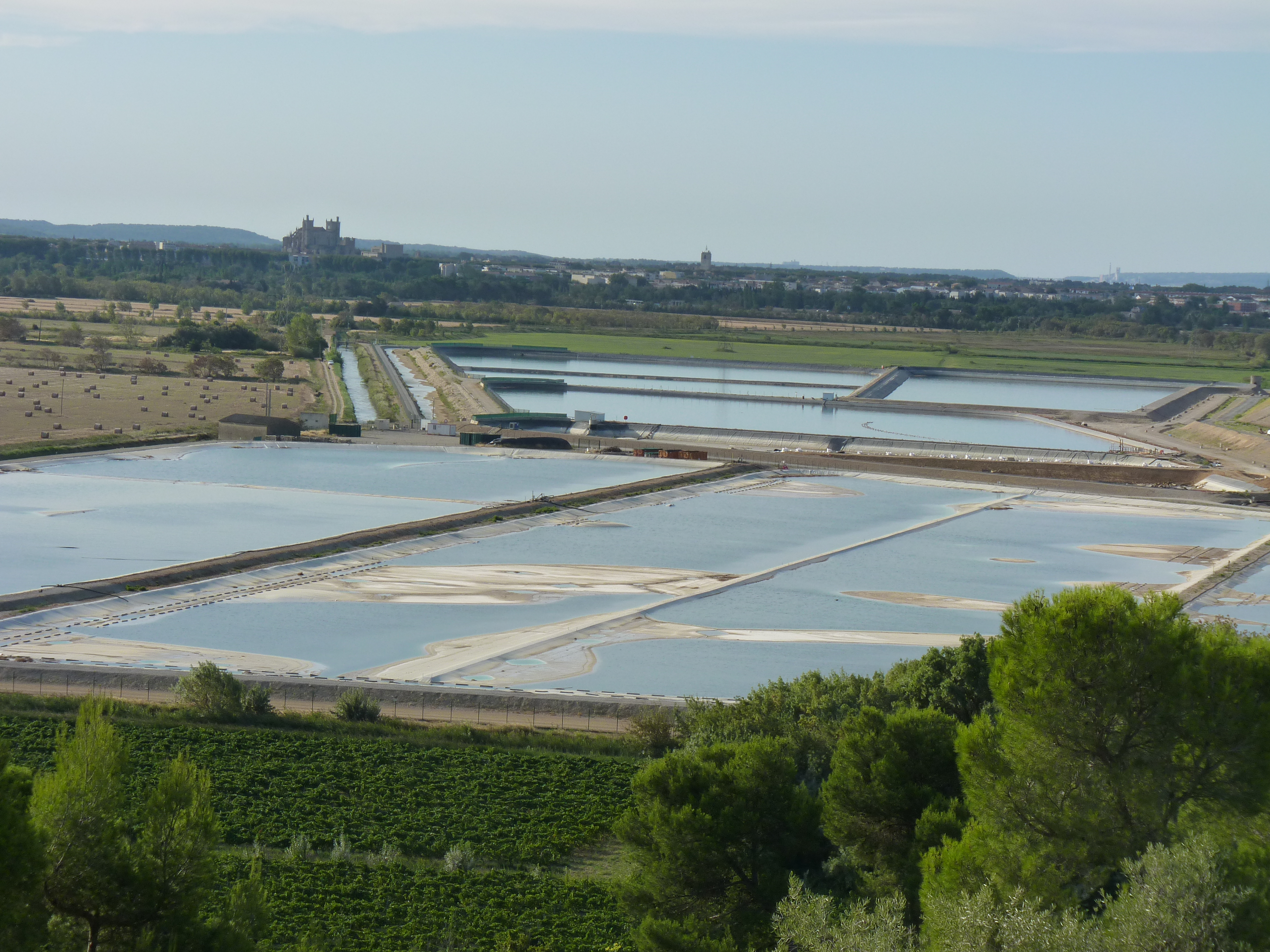
Vue sur les Bassins de l'Usine Orano Malvesi, septembre 2019

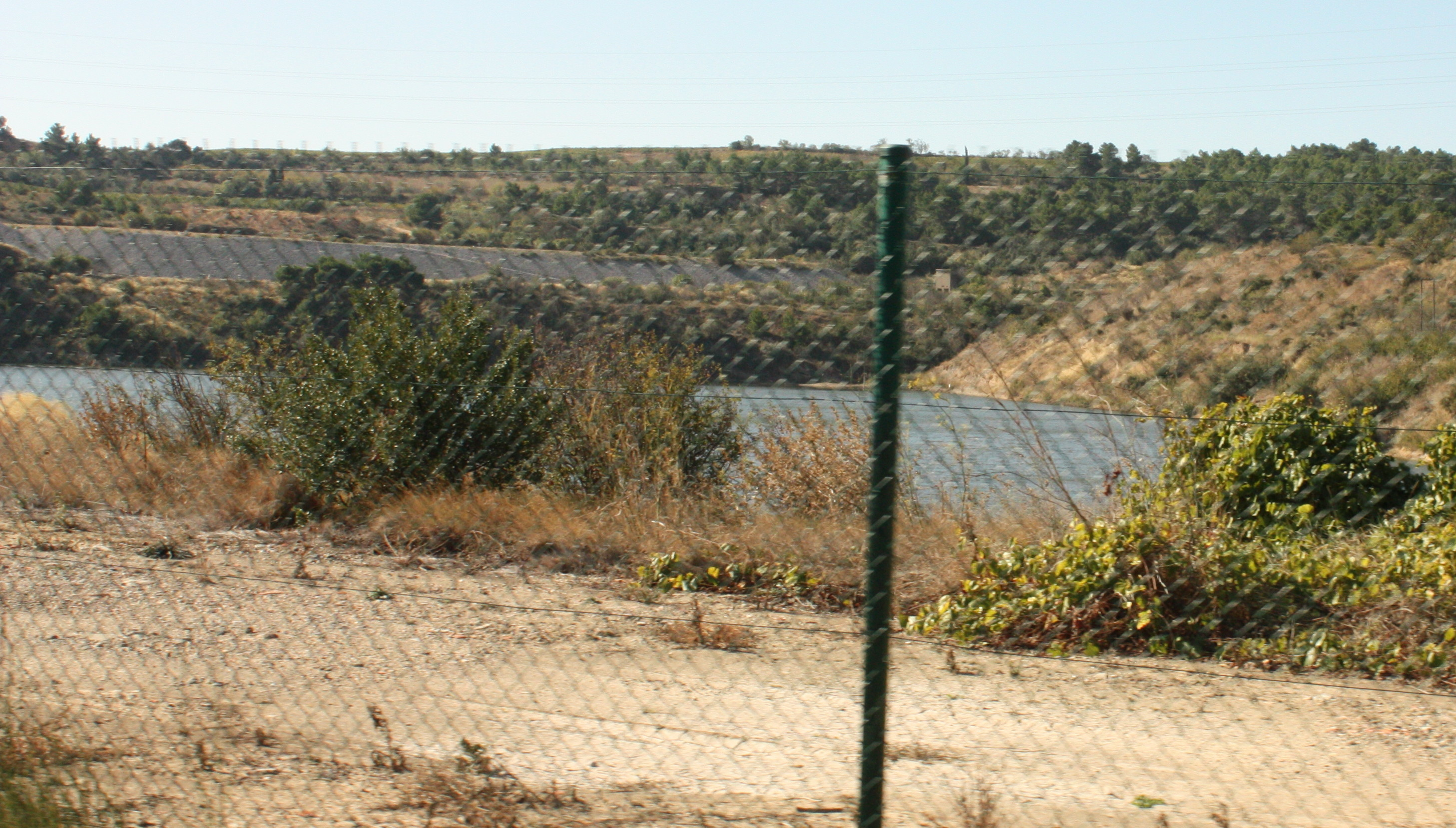
Un des bassins de l'usine de Malvési - photo prise depuis l'extérieur du site.

Les effluents qui résultent du procédé de purification sont dirigés vers l'atelier de récupération, puis envoyés vers les bassins de lagunage. Le site est équipé de 12 bassins de lagunage occupant 18 hectares pour la décantation et l'évaporation de 64 000 m3/an d'effluents nitratés contenant de l'uranium naturel.
Ces bassins recueillent les résidus de traitement de conversion de l'uranium (RTCU) issus de plus de 50 années de production.
La recherche d'une filière sûre de gestion à long terme est en cours pour les RTCU historiques en raison de leurs spécificités (volumes importants, etc.). L'ANDRA précise que les déchets RTCU, produits après le 1er janvier 2019, ont été intégrés aux filières de gestion TFA et FA-VL, en cohérence avec l'article 63 de l'arrêté du 23 février 2017 (décret n°2017-231).

#### Décantation
Dans les bassins de décantation, les éléments solides se déposent sous l'effet de la gravité et sont laissés sur place. Les effluents liquides surnageant sont transférés par gravité dans les bassins d'évaporation.
- les bassins B1 et B2 sont d'anciens bassins de décantation, inutilisés depuis l'interdiction préfectorale à la suite de l'accident de 2004, et soumis depuis 2009 au régime des installations nucléaires de base (INB). Ils constituent l'INB ECRIN (Entreposage Confiné de Résidus Issus de la conversioN)[84] ;
- les bassins B3, B5 et B6 sont des bassins de décantation en activité ;

#### Évaporation
Les bassins d'évaporation fonctionnent comme un marais salant, laissant s’évaporer l’eau naturellement sous l’action du soleil et du vent.
- les bassins B7, B8, B9, B10, B11 et B12 sont des bassins d'évaporation en activité.

### Stockage de résidus radioactifs
Les eaux usées par les procédés de raffinage et de conversion des minerais d'uranium sont stockées sur le site dans les bassins à ciel ouvert. À la fin de l'année 2010, le volume total des résidus radioactifs stockés sur le site dans les différents bassin atteint un volume de près de 1 000 000 m3.

#### INB ECRIN
Les bassins B1 et B2 du site ont été dénommés ECRIN  comme Entreposage Confiné des Résidus issus de la conversioN. Il s'agit d'une installation nucléaire de base en raison des déchets radioactifs contenus dans de ces bassins. Le réseau Sortir du nucléaire réclame le classement de l’intégralité du site de Malvési comme installation nucléaire de base en raison du plutonium et autres produits radioactifs présents sur le site.
L'INB ECRIN est destinée à entreproser des déchets radioactifs de procédé, en attendant la définition et la mise en oeuvre d'une filière de gestion à long terme, dont la recherche s'inscrit dans le cadre des prescriptions du Plan National de Gestion des Matières et des Déchets Radioactifs (PNGMDR).

### Centrale solaire

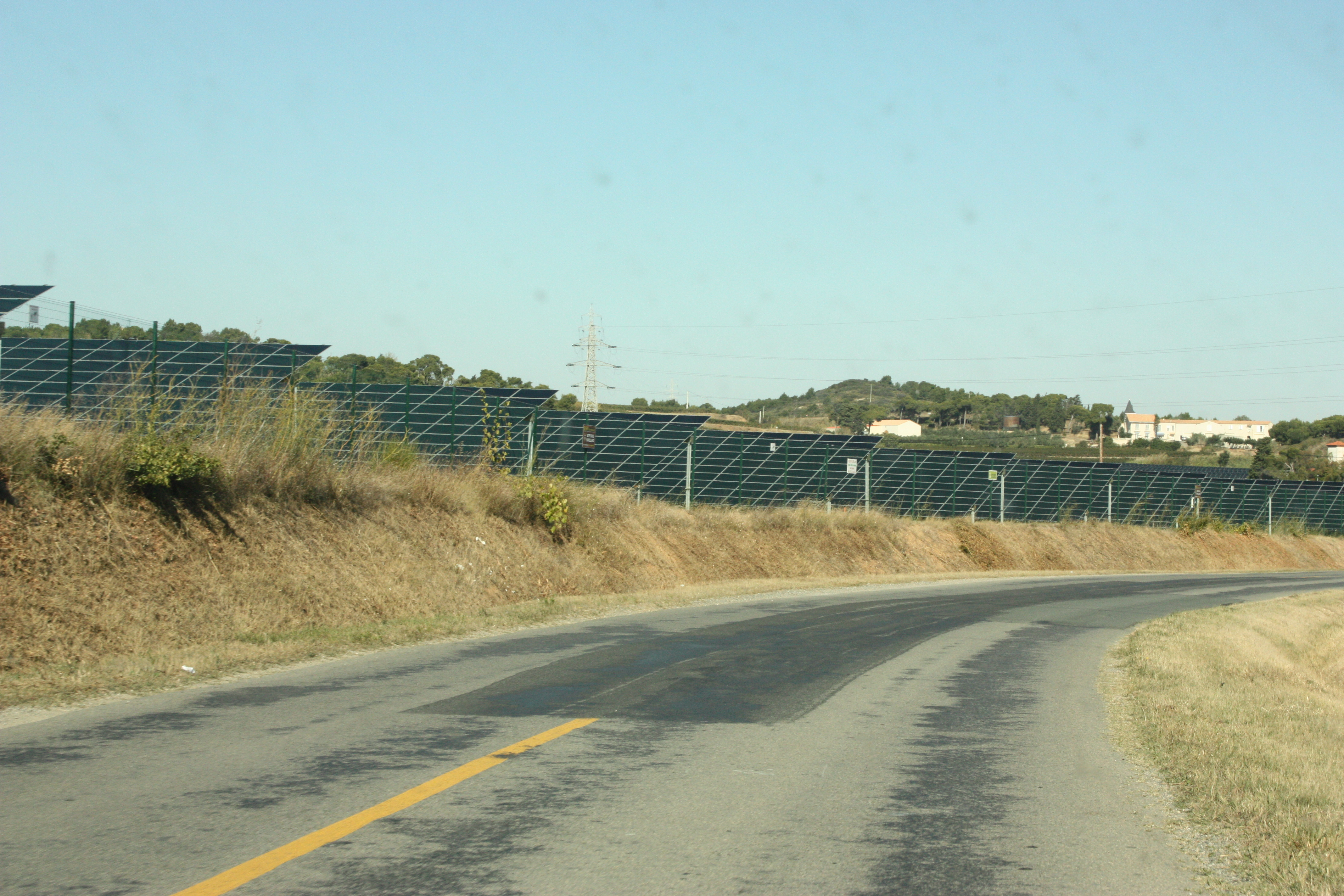
Photo de la centrale solaire de la Narbonnaise

La communauté d'agglomération de la Narbonnaise a décidé d'installer au lieu-dit Malvési « la plus importante centrale de production d'électricité solaire photovoltaïque de France, et la troisième d'Europe ». Le 5 septembre 2007, le maire de Narbonne a signé avec le président d'EDF Énergies Nouvelles France, une promesse de bail emphytéotique de vingt ans sur un terrain pour 80 000 m2 de panneaux solaires, et une production d'environ 10 MW, soit l'équivalent de la consommation des bâtiments publics de la ville.
Le parc solaire est construit par Belectric sur un ancien site pollué inutilisable. En décembre 2008, EDF inaugure sa plus grande centrale solaire à Malvési.

## Sûreté

### Normes qualité
Le site Orano Malvési est le premier site industriel français à être certifié ISO 50001 à la suite d'un audit fin octobre 2012 de l’AFNOR. Cette certification, qui s’ajoute à la tri-certification ISO 9001 des Systèmes de Management de la qualité, ISO 14001 des Systèmes de Management de l’environnement et OHSAS 18001 des Systèmes de Management de la sécurité, permettra au site de valoriser les certificats d’économies d’énergie.

### Risque industriel

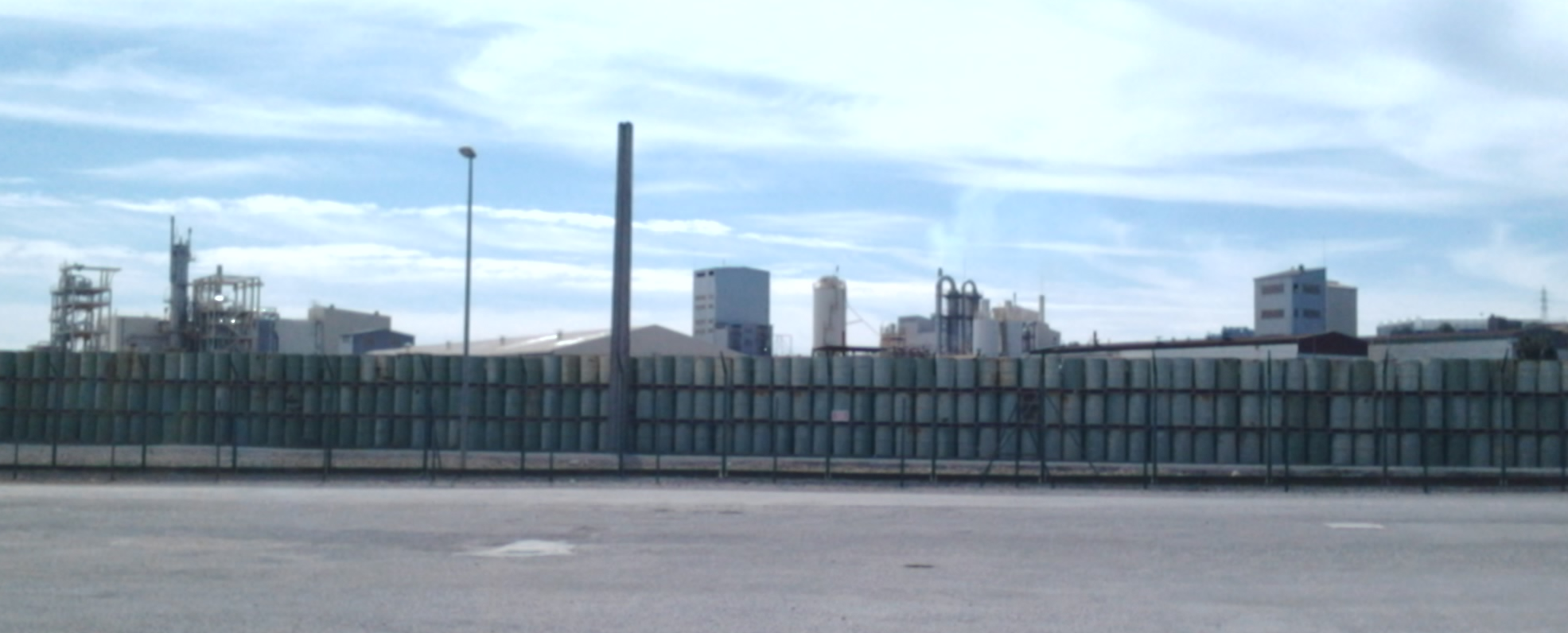
Usine de Malvési derrière la barrière de fûts

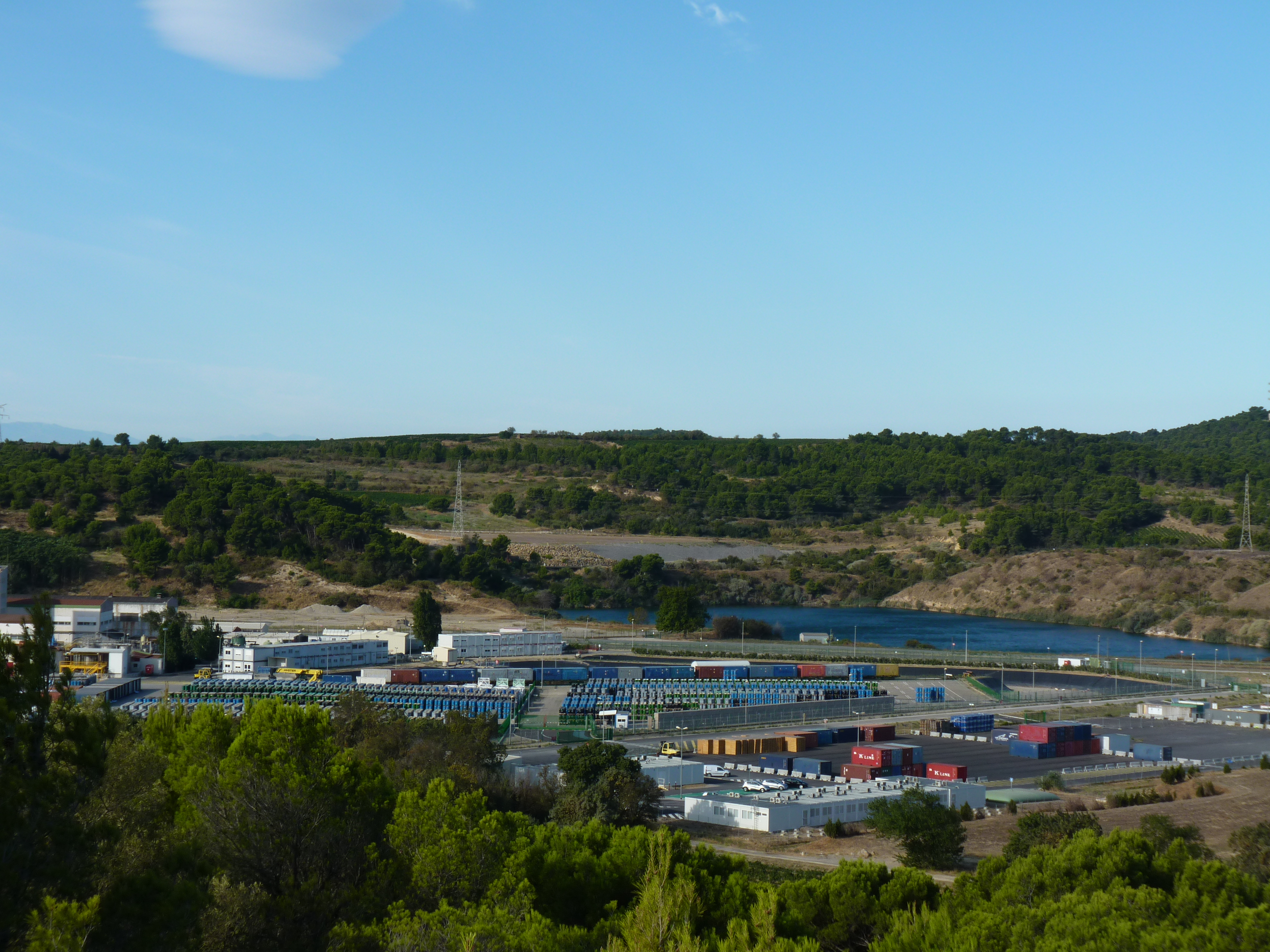
Orano Malvesi, Zone de Stockage de fûts, 2019

Malvési est une installation classée pour la protection de l'environnement (ICPE) soumise à la directive Seveso 2 sur « la maîtrise des dangers liés aux accidents majeurs impliquant des substances dangereuses ». Depuis janvier 2010, l'usine est aussi en partie classée installation nucléaire de base (INB), car l'Autorité de sûreté nucléaire (ASN) a demandé le classement en INB d'une partie des bassins.
Les communes de Narbonne et de Moussan sont classées avec un risque technologique industriel de « seuil haut ».
Le 15 octobre 2011, à l’occasion de la journée nationale de mobilisation pour la sortie du nucléaire, une délégation s’est rendue à Malvési. Elle était composée de citoyens et de représentants de groupes et d’associations tels que Faucheurs volontaires d’OGM, Réseau Sortir du Nucléaire, les Verts, Greenpeace et Confédération paysanne. Ils ont rappelé que ce site représente une cible prioritaire en cas de guerre ou conflit.

### Matières et déchets radioactifs

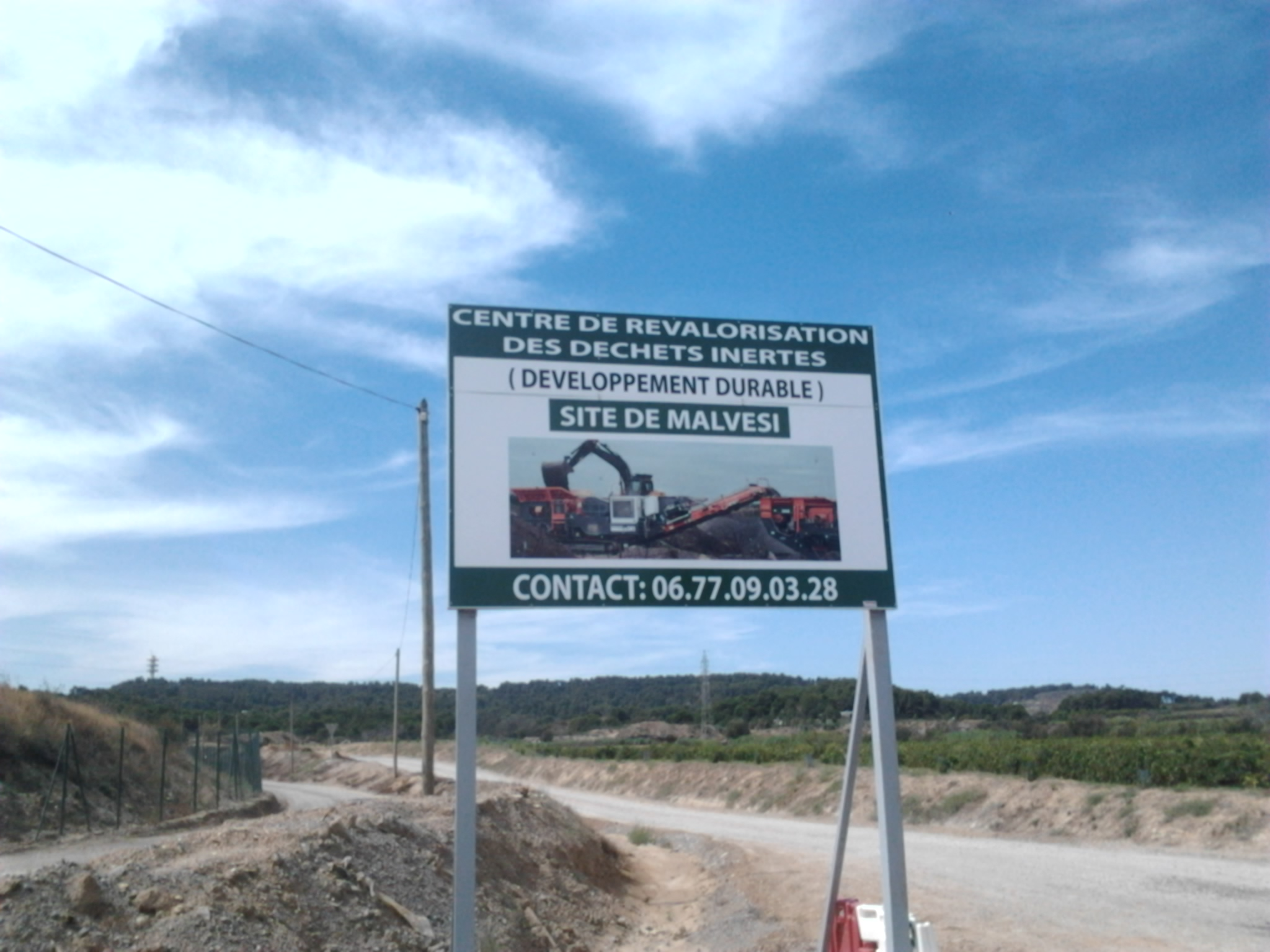
Pancarte route de Malvési

Au 31 décembre 2019, selon l'inventaire de l'ANDRA, les volumes de résidus de traitement de conversion de l'uranium entreposés sur le site de Malvési sont, pour les bassins de décantation 65 800m3, les RTCU historiques 282 000m3, les effluents nitratés 372 000m3, les RTCU de faible activité - à vie longue (FA-VL) 603m3 et les effluents nitratés 702m3.
Depuis plusieurs années, le site de Malvési a entrepris des actions visant à résorber les "passifs" de déchets, issus de l'exploitation de l'usine. Le passif a été, dans la majorité, éliminé, excepté les scories (mâchefers) issues de l'incinérateur ainsi que des ferrailles. A fin 2019, le passif des ferrailles a totalement été éliminé. Le passif de scories a fait l'objet d'une étude, prise en charge par l'ANDRA, pour les déchets nucléaires de très faible activité sur le centre du CIRES dans l'Aube, qui a donné lieu à une acceptation pour élimination sur leur site fin 2019. En 2019, plus de 700 tonnes de déchets ont ainsi été expédiées à l'ANDRA.
En janvier 2014, la CRIIRAD réalise des mesures qui mettent en évidence l'irradiation élevée aux limites du site de Malvési.
En 2017, une association citoyenne (TCNA) finance des analyses indépendantes et demande à la CRIIRAD de prélever des sédiments dans le canal du Tauran et de la Mayrale qui traverse Narbonne.Le rapport de CRIIRAD met en évidence un excès d’uranium dans les sédiments, trahi par un déséquilibre avec son descendant le radium 226, ce qui suggère un apport anthropique.

### Incidents et accidents
L'industrie nucléaire est l'une des industries les plus surveillées au monde. Tout événement donne lieu à une déclaration auprès des autorités administratives, de l'Autorité de Sûreté Nucléaire (ASN) et à l'information du public pour tout événement INES supérieur ou égal à 1. Toutes les déclarations d'anomalie ou d'incident font l'objet d'un retour d'expérience afin d'améliorer la sûreté des installations.

#### 1974: fuite d'uranium sur les voies ferrées
Le 3 décembre 1974, un choc se produit entre deux containers placés sur un wagon plate-forme sortant de la gare de Narbonne en direction de Malvési. De la poudre d'uranate de magnésium s'est répandue sur près de 4 kilomètres de voie ferrée. Une équipe de spécialistes venus de Marcoule a inspecté la voie pendant 24 heures

#### 1979: explosion
En février 1979, une forte explosion se produit dans le bâtiment de la fluoration mais aucune dispersion de produits radioactifs n’est détectée, pas plus que de vapeurs d’acide.

#### 2001: déraillement en gare de Narbonne
Le 10 mars 2001, un accident provoque le déraillement de trois wagons, soit plus de 100 t d’acide fluorhydrique en gare de Narbonne, par effondrement de la voie. Deux wagons ont pu être relevés le 3 avril ; le dernier n’a été relevé que le 29 avril après une opération assez délicate nécessitant l’évacuation partielle de la population,.

#### 2004: rupture d'une digue du bassin B2
Le 20 mars 2004, une digue du bassin de lagunage B2 s'est rompue relâchant 30 000 m3 de boues contenant de l'uranium, du radium et divers produits chimiques. Le 22 mars, l'exploitant entreprend la construction d'un merlon pour retenir les boues. Les boues sont arrêtées dans le terrain de Comurhex et n'ont pas atteint le canal du Tauran. Trois jours après la rupture de la digue, l'utilisation des bassins B1 et B2 pour la décantation des effluents liquides est interdite par arrêté préfectoral. L'usine a été stoppée pendant 12 jours.
Dans les boues relâchées, la presse dénonce la présence de plutonium, car la présence d'un de ses descendants par filiation radioactive, l'américium, a été confirmée.

#### 2005: principaux incidents
Selon le rapport de la COMURHEX :
- 28 juin 2005 : fuite de gaz sur un wagon d'ammoniac vidangé,
- 6 juillet 2005 : défaillance de la sirène Plan d'Opération Interne/Plan Particulier d'Intervention (POI/PPI),
- 17 octobre 2005 : déraillement d'un wagon d'ammoniac vidangé,
- 27 octobre 2005 : rejets de vapeurs nitreuses hors norme.

#### Depuis 2006
À la fin janvier 2006, des pluies intenses ont inondé la plaine de la Livière, une partie des terrains du site de production et se sont accumulées sur une zone entourant les bassins de décantation et de lagunage des effluents aqueux issus du procédé de l'usine. Il a subsisté sur le site environ 50 000 m3 d'eaux chargées en nitrates à une teneur de plusieurs grammes par litre et en uranium à une teneur de 0,5 mg/L, du fait de la mise en contact avec des terrains pollués. Les teneurs en nitrates, observées à l'aval de l'usine sur le canal de la Mayral, ont atteint des valeurs de près de 80 mg/L pour une valeur habituelle de l'ordre de 20 mg/L.
En juin-juillet 2006, une fuite d'effluents contaminés a entraîné une contamination radioactive à l'intérieur du site Comurhex et en limite de site au niveau de deux voies ferrées SNCF.
En juillet 2007, un fût d'uranium en provenance du Niger a été accidentellement entaillé sur environ 5 cm pendant son transport. Une trentaine de kilogrammes de matière se sont répandus dans le conteneur déchargé à Malvési. L'ASN a classé cet événement au niveau 1 (anomalie) de l'échelle INES.
Les 23 et 24 août 2009, des déversements de fluor et d'uranium sont constatés. Les volumes en fluor représentent trois à quatre fois la dose maximale, ce qui cause la mort de poissons et entraîne une action en justice de groupes écologistes. Les eaux contaminées sont déversées dans le canal de Tauran et rejoignent la Robine puis l'étang de Bages-Sigean et enfin la mer à Port-La Nouvelle. L'eau de la Robine est alors interdite pour un usage agricole. Des agents de l'Onema avaient plusieurs fois mis en garde la Comurhex mais la direction n'en avait jamais tenu compte. L'accident n'avait été rendu public qu'un jour et demi après.
2018 : Explosion d'un fût avec départ de feu
L'incident s'est produit le mercredi 19 septembre à 11 h 20. Trois personnes ont été légèrement blessées.
Les faits se sont déroulés dans le hangar 17BE où sont entreposés des fûts de 200 litres contenant des matières uranifères recyclables (MUR). 
Des employés étaient en train de réaliser une prise d’échantillon en vue de la caractérisation détaillée du contenu lorsque l'explosion s'est produite.

## Procès

### Travailleurs victimes de la radioactivité
En avril 2009, la caisse primaire d'assurance maladie (CPAM) reconnaît le cancer broncho-pulmonaire par inhalation de Bernard Moya, salarié Comurhex durant 32 ans, comme maladie professionnelle liée à la radioactivité qui a entrainé le décès de la victime.
Michel Leclerc, travailleur à Malvési pour un sous-traitant d’août 1980 à juin 1984, a développé une leucémie myéloïde chronique. Ses urines ont présenté un taux d’uranium très élevé en avril 1983. Après déclaration de la maladie professionnelle en avril 1992, reconnue par la caisse primaire d'assurance maladie en octobre 1992, le Tribunal des affaires de Sécurité sociale de Carcassonne a condamné en 1999 la Comurhex aux entiers dépens pour une faute en relation avec son préjudice. En juin 2012, le tribunal de grande instance (TGI) de Narbonne reconnaissait la responsabilité de l'entreprise Comurhex dans la leucémie développée par Michel Leclerc. Le 5 novembre 2012, la cour d'appel de Montpellier a infirmé le jugement du TGI de Narbonne. Le 26 mars 2013, José Bové est venu devant le tribunal de Narbonne soutenir Michel Leclerc dans son procès contre la Comurhex.
François Gambart, décédé en 2001, a développé une leucémie aiguë mise en évidence en 1999 et déclarée maladie professionnelle en 2000. Devant le refus de prise en charge par la CPAM, les ayants droit ont saisi le Tribunal des affaires de la sécurité sociale qui a reconnu le caractère professionnel de la maladie par jugement en 2005, confirmé par un arrêt de la chambre sociale de la cour d'appel de Montpellier en 2006.
Néanmoins, ces 3 cas restent isolés et compte tenu de la masse salariale de plusieurs milliers d'employés depuis les années 60, aucun ne s'est plaint d'une quelconque maladie ou gêne.
Il y a bien d'autres professions ayant des risques mortels bien plus élevés (bâtiment et travaux publics, chauffeurs routiers, etc.).
Ces denières comptent un nombre plus élevé d'accidents de travail mortels.

### Travailleurs sanctionnés
En octobre 2013, une partie des salariés font grève à la suite de mesures disciplinaires prises par la Comurhex à l'encontre de cinq opérateurs et d'un chef de poste. En avril 2014, le conseil des Prud'hommes a rendu une décision favorable aux salariés visés par des procédures. En juin 2014, le tribunal de Narbonne juge nulle la demande du syndicat CGT qui avait assigné Areva-Malvesi pour discriminations syndicales envers trois délégués du personnel.
En mars 2017, 95 salariés sont mis à pied pour des raisons de sécurité à la suite d'une action de grève lancée par la CGT pour une revalorisation des primes. La CGT décide alors de déposer un recours en justice.

### Contaminations de l'environnement

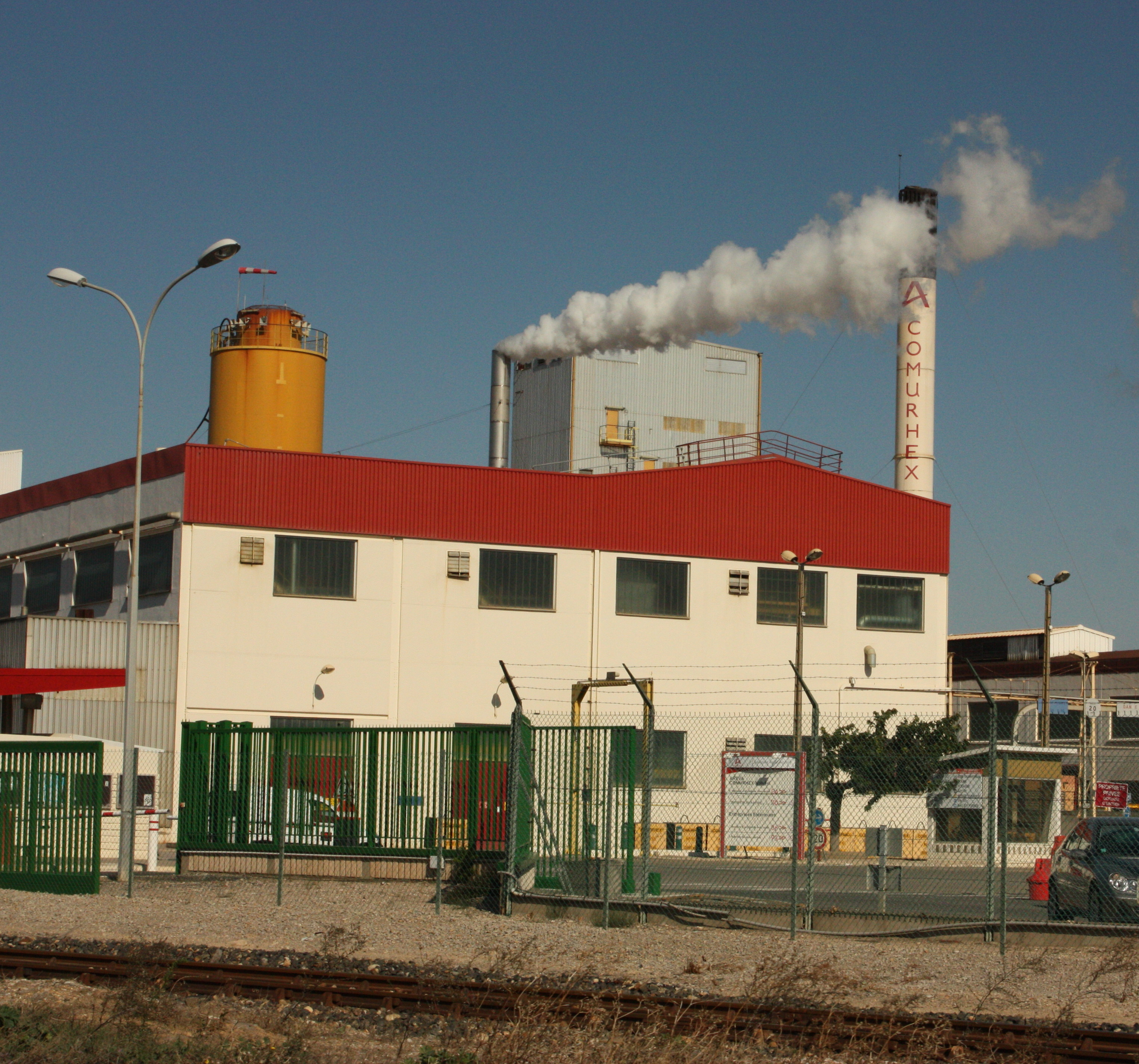
Entrée de l'usine de Malvési

Vingt-huit pêcheurs de l'étang de Bages-Sigean (Aude) ont déposé une plainte en mai 1996 pour « trouble de jouissance anormale du voisinage, générateur d'un préjudice financier pour les marins pêcheurs ». Les juges ont condamné plusieurs entreprises au prorata de leur responsabilité établie par l'expert : la Comurhex, qui a participé à 50 % de l'eutrophisation de l'étang par apports d'azote chroniques ou accidentels de 1990 à 1998, devra payer 239 371 € de dommages-intérêts.
En août 2009, Areva envoie des effluents contenant de 5 à 50 fois les concentrations admissibles en uranium, fluor et ammonium dans le canal du Tauran.
En décembre 2011, la Comurhex est à nouveau condamnée à 60 000 € d'amende pour avoir déversé des substances nuisibles dans l'environnement entre le 21 août et le 25 août 2009.
En janvier 2014, le laboratoire de la CRIIRAD réalise une mesure des radiations à la clôture du site à l'intérieur d'un véhicule. Le taux de radiation mesuré atteint 11176 becquerels de rayonnement gamma. Le responsable du site met en cause le test effectué par la Criirad.
En août 2023, le quotidien l'Indépendant dévoile que deux hélicoptères bombardier d'eau ont prélevé 2000 litres d'effluents nitratés radioactifs dans les bassins de décantation de l'usine, dans le cadre des opérations de lutte contre un incendie à Montredon-des-Corbières.

### Régime juridique du site
En janvier 2013, le réseau Sortir du nucléaire a déposé une plainte, car des analyses ont révélé qu'une partie des bassins situés sur le site, placé sous le régime juridique des Installations classées pour la protection de l'environnement, aurait dû relever du régime des installations nucléaires de base (INB) dès 2007. Le 22 juillet 2015, l’ASN autorise la société Areva par décret à créer et exploiter une installation nucléaire de base, dénommée Ecrin pour Entreposage confiné de résidus issus de la conversion.

## Projet Comurhex II

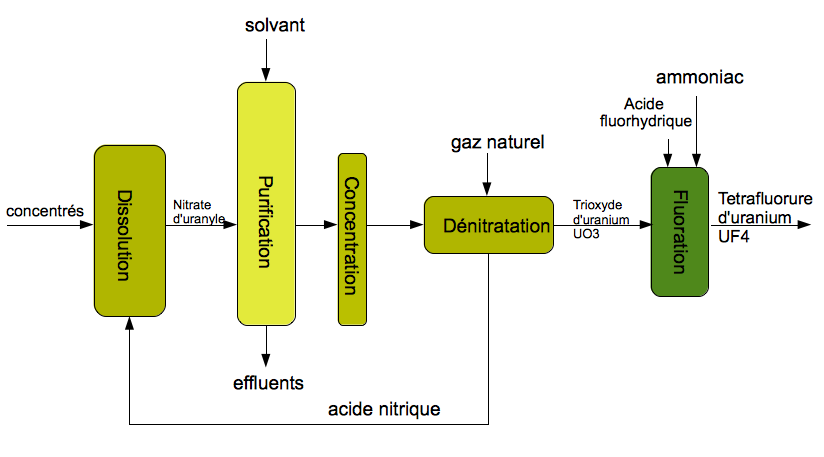
Schéma du nouveau procédé Comhurex II

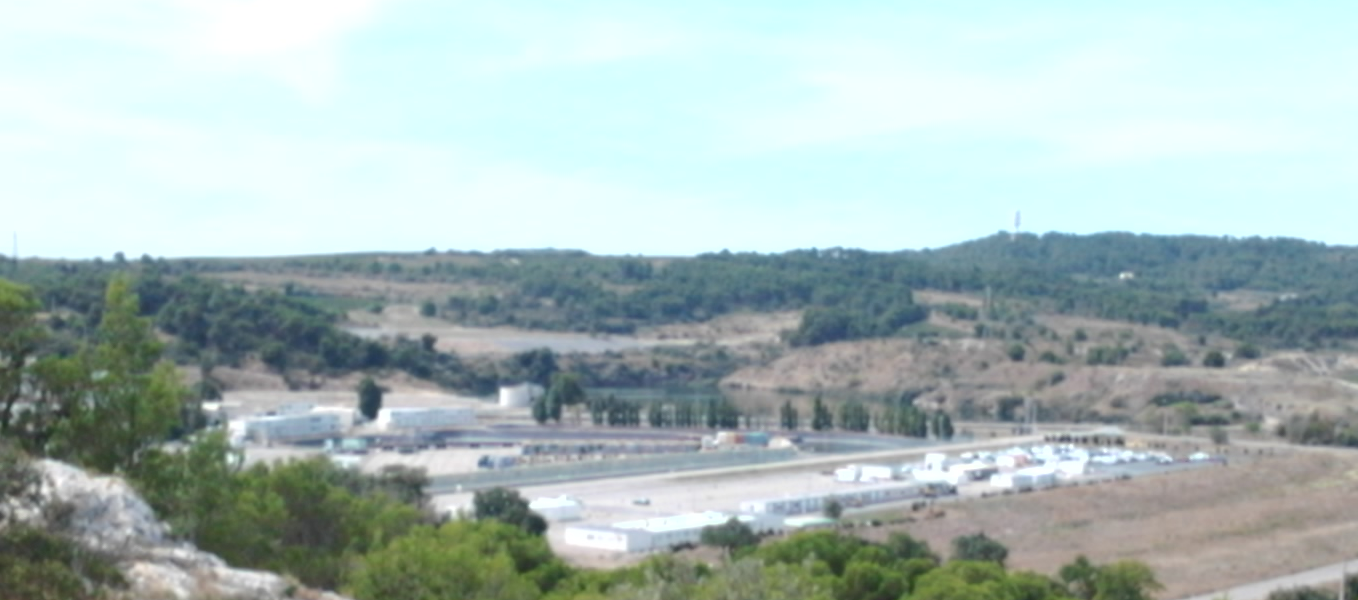
Base vie et zone d'entreposage des futs de yellow cake

Dès 1997, la société Comurhex développe un nouveau procédé sur un pilote au sein du site de Malvési pour obtenir le trioxyde d'uranium par calcination directe du nitrate d'uranyle. Les avantages escomptés sont d'ordre économique (réduire les coûts de production) mais aussi écologique (réduire les rejets d'ammoniaque).
En juin 2007, Areva annonce son projet - intitulé Comurhex II - de nouvelles usines de conversion de l'uranium. Le projet, qui est réparti sur les sites Comurhex de Malvési et de Pierrelatte dans la Drôme, atteint un montant total d'environ 600 millions d'euros. Les travaux de génie civil ont commencé en novembre 2009. La pleine capacité de production est estimée à 15 000 t annuelles, avec une capacité d'extension possible à 21 000 t annuelles.
En mai 2008, Comurhex inaugure sa nouvelle base vie au nord du site. C'est la première pierre du projet Comurhex II.
En septembre 2011, le ministre de l'industrie Éric Besson, accompagné par Sébastien de Montessus, le responsable Mines d'Areva, fait un voyage auprès des autorités du Kazakhstan car il projette de faire entrer le groupe kazakh Kazatomprom au capital de Comurhex II, en contrepartie de la montée en régime de la mine d'uranium de Tortkuduk d'Areva au Kazakhstan.
Début 2012, Areva annonce une dépréciation de 212 millions d'euros sur le projet Comurhex II.
Début 2014, la direction du site annonce que la construction du génie civil de la nouvelle usine est achevé. En septembre 2014, selon le quotidien économique Les Échos, la nouvelle usine Comurhex 2 connaît des dérapages budgétaires. En janvier 2015, la CFDT affirme que le démarrage de Comurhex 2 est reculé, et que l’autorisation de continuer l’exploitation de Comurhex 1 toujours pas obtenue. En mai 2015, la CGT affirme que le coût du projet Comurhex II aurait doublé pour atteindre plus de 1,2 milliard d'euros.
En 2016, Areva commande à l'entreprise narbonnaise Defacto un dépliant grand public pour illustrer les mesures de précaution à prendre en cas d’incident.

### Projet de traitement des nitrates TDN-THOR

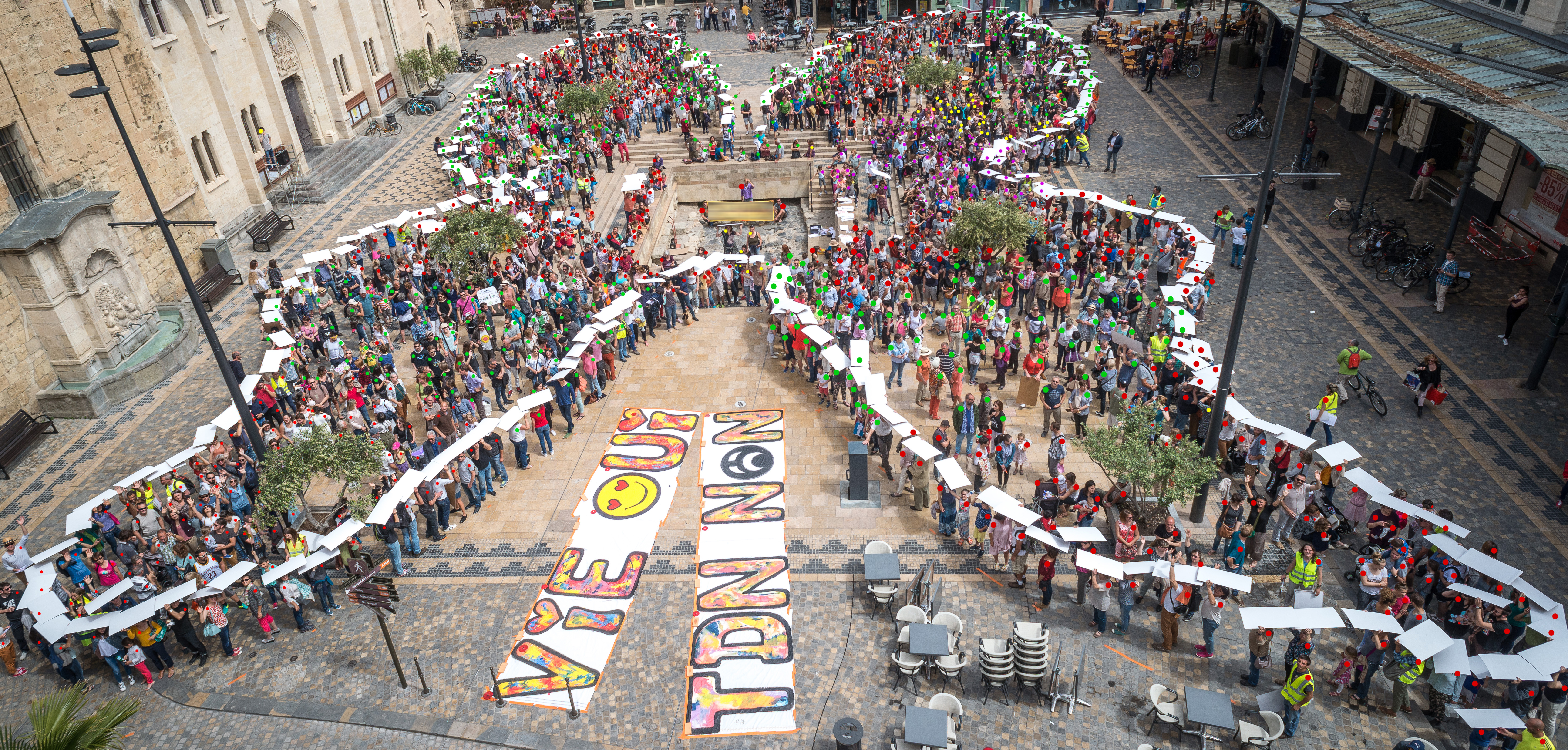
Fresque humaine en forme de papillon rassemblant 1249 personnes, place de l'hôtel de ville à Narbonne, le 13 mai 2017 pour s'opposer au projet de traitement des nitrates (TDN) de l'usine Areva Malvési (aujourd'hui Orano Malvesi).

En septembre 2016, la construction d'une unité de "traitement des nitrates" des bassins d'évaporation et de décantation du site de Malvési est mise à l'enquête publique. En novembre, le commissaire enquêteur donne un avis favorable au projet, en dépit de l'avis défavorable de l'association Rubresus qui met en évidence l’émission considérable de polluants atmosphériques de ce projet. En décembre 2016, Areva signe un contrat avec la société suédoise Studsvik pour poursuivre les études d'ingénierie liées à la mise en place de la technologie THOR (Thermal organic reduction) dans l'unité de traitement des nitrates (TDN). Un paiement de 18 millions de couronnes suédoises (1,85 million d'euros) est prévu pour la réalisation du contrat.
En février 2017, le collectif de vigilance sur les déchets de Malvési (Covidem) organise une réunion publique à la médiathèque de Narbonne. La préfecture reporte la décision d'autorisation du projet au mois de mai 2017. Le samedi 25 mars, environ 300 personnes manifestent en famille contre le projet TDN-THOR, dans le village de Moussan situé à seulement 3 km de l'usine. Le 6 avril, les élus de la mairie de Narbonne tiennent un conseil municipal extraordinaire pour entendre les arguments des associations Rubresus et Eccla.
Le 9 mai, la préfecture de l'Aude reporte à nouveau sa décision concernant le projet TDN au 9 août 2017. Le 13 mai, 1249 personnes se réunissent devant l'hôtel de ville de Narbonne en formant un papillon géant pour dire "oui à la vie, non au TDN". Le 9 juin, à l'appel des associations locales, Les Familles Papillons, Rubresus et Covidem, près de 2 000 personnes se réunissent sur la place de la mairie de Narbonne, pour demander au préfet, une expertise indépendante. Le 19 juillet 2017, le préfet de l'Aude, Mr Alain Thirion annonce dans le journal l'Indépendant qu'il nomme deux experts indépendants, et repousse de ce fait la date de sa décision prévue au 9 août 2017.
Le 11 juin 2018, le PDG d'Orano Philippe Knoche est en visite à l'usine de Malvési lors d'une opération "portes ouvertes". Il affirme alors que "les études ont conclu que l'impact de TDN serait nul, tant sur les populations que sur l'environnement.", ce que contestent les associations environnementales comme TCNA et Rubrésus.
Lors du second tour des élections municipales de 2020 à Narbonne, l'association Transparence des Canaux de la Narbonnaise (TCNA) organise une réunion d'information avec tous les candidats à l'élection. Il s'agit pour TCNA de porter à connaissance un rapport d'audit de la Cour des comptes du Sénat américain (GAO) qui étrille le procédé IWTU (identique à TDN). Avec l'aide de l'association Greenpeace Montpellier et Sortir du Nucléaire 11, les soixante-quatre pages du rapport sont traduites en français et communiquées à la presse. En résumé, le rapport met en évidence le coût faramineux du projet (1 milliard de dollars) et son incapacité à traiter les déchets pour lequel il est destiné.

### Projet de production de dioxyde d'uranium NVH

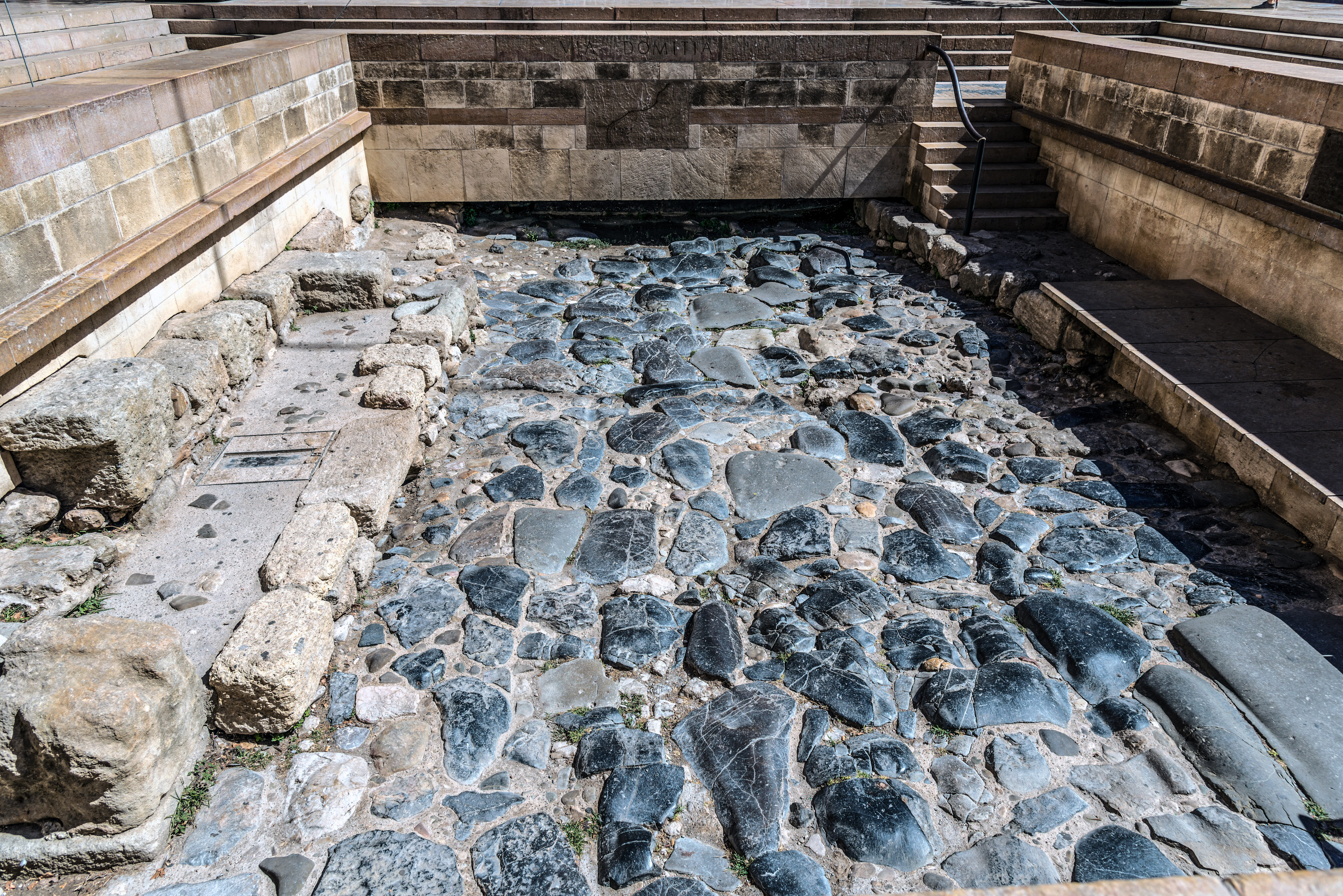
Voie Domitienne devant la mairie de Narbonne.

Depuis février 2018, quelques citoyens du narbonnais organisent devant la mairie de Narbonne une opération «Sentinelle, anti-pollution-Malvesi», tous les premiers samedis de chaque mois. En silence, ils posent la même question restée sans réponse pendant plusieurs mois : «Comptez-vous installer une unité de production d'oxyde d'uranium appauvri sur le site de Malvési ?».
Fin juin 2018, le projet NVH d'Orano Malvési est dispensé d'étude d'impact par la DREAL de l'Occitanie, qui note que ce projet vise à remplacer l'unité de production de l'Usine Areva de Lingen en Allemagne.
Fin juillet 2018, le projet NVH (nouvelle voie humide) de production d'un maximum de 300 tonnes de dioxyde d'uranium (UO2) est autorisé par la préfecture de l'Aude. L'UO2 est utilisé dans la fabrication de combustibles nucléaires tels que le combustible MOX.
Le 21 décembre 2018 sont invités au conseil municipal de la ville de Narbonne deux experts des nouveaux projets de l'usine : André Bories, président de l'association environnementaliste narbonnaise Rubresus, ainsi que Stéphan Jolivet, directeur de l'usine Orano Malvési. Lors de l'intervention d'André Bories, des salariés de l’usine ont hué et sifflé à plusieurs reprises. Le même jour est projeté un film de fiction intitulé "Expertises" au sujet de Malvési au Théatre + Cinéma de Narbonne. Lors du débat, le réalisateur Patrick Milani regrette qu'aucun représentant de l'observatoire du site ne soit présent pour apporter son point de vue.